# ホンダ・オデッセイ
オデッセイ（ODYSSEY、Odyssey、奥徳賽）は、本田技研工業が生産・販売している大型のミニバン型乗用車である。

## 概要
ホンダが提唱した「クリエイティブ・ムーバー（生活創造車）」の第1弾として1994年に発売され、ホンダの基幹車種のひとつに位置付けられている。
当時のホンダは、いすゞ自動車からビッグホーンのOEM供給を受け「ホライゾン」として細々と販売していた程度で、「RVを持っていないのが致命的」と言われるほどセダンおよびクーペ以外の車種展開に出遅れており、業績が低迷していた。
そんな中、厳しいコストの制約からアコードのプラットフォームを用いて開発されたオデッセイは、発売まもなく同社の業績を回復させるほどの大ヒットとなり、同時期に販売されていた他社の類似車種とともに低ルーフミニバンブームの火付け役となった。ボディサイズをアコードと同じ生産ラインに流せる限界のサイズとし、当時のワンボックスカーでは常識であった後席スライドドアを採用できなかったことによる感覚や、4輪ダブルウィッシュボーンによる走りの良さが評価され、日本での大ヒットにつながったとされる。ファミリー層のユーザーだけではなく、当時ホンダが生産していたスポーツモデルからの乗り換えユーザーからも人気を得た。
乗用車ベースのミニバンとしてセダンと同等の運動性能を持ち、3代目以降では「低床」「低重心」をキャッチコピーとし、セダンよりも広い室内空間を売りにしている。リアのドアに関しては、初代 - 4代目までは一般的なセダン型乗用車と同様の前ヒンジドアを採用していたが、5代目モデルではエリシオンとの統合によるさらなる低床化と車高アップに伴い、両側スライドドアに変更された。
3列目シートの床下収納機構がシリーズ通しての特徴で、3代目では電動格納式（一部グレードに標準装備またはオプション設定）のものも採用されていた。
1985年にプリモ店・ベルノ店・クリオ店の3チャンネル体制を成立させて以降の車種では初めて、全販売店で併売されるようになった車種である。

## 初代 RA1/2/3/4/5型（1994年 - 1999年）

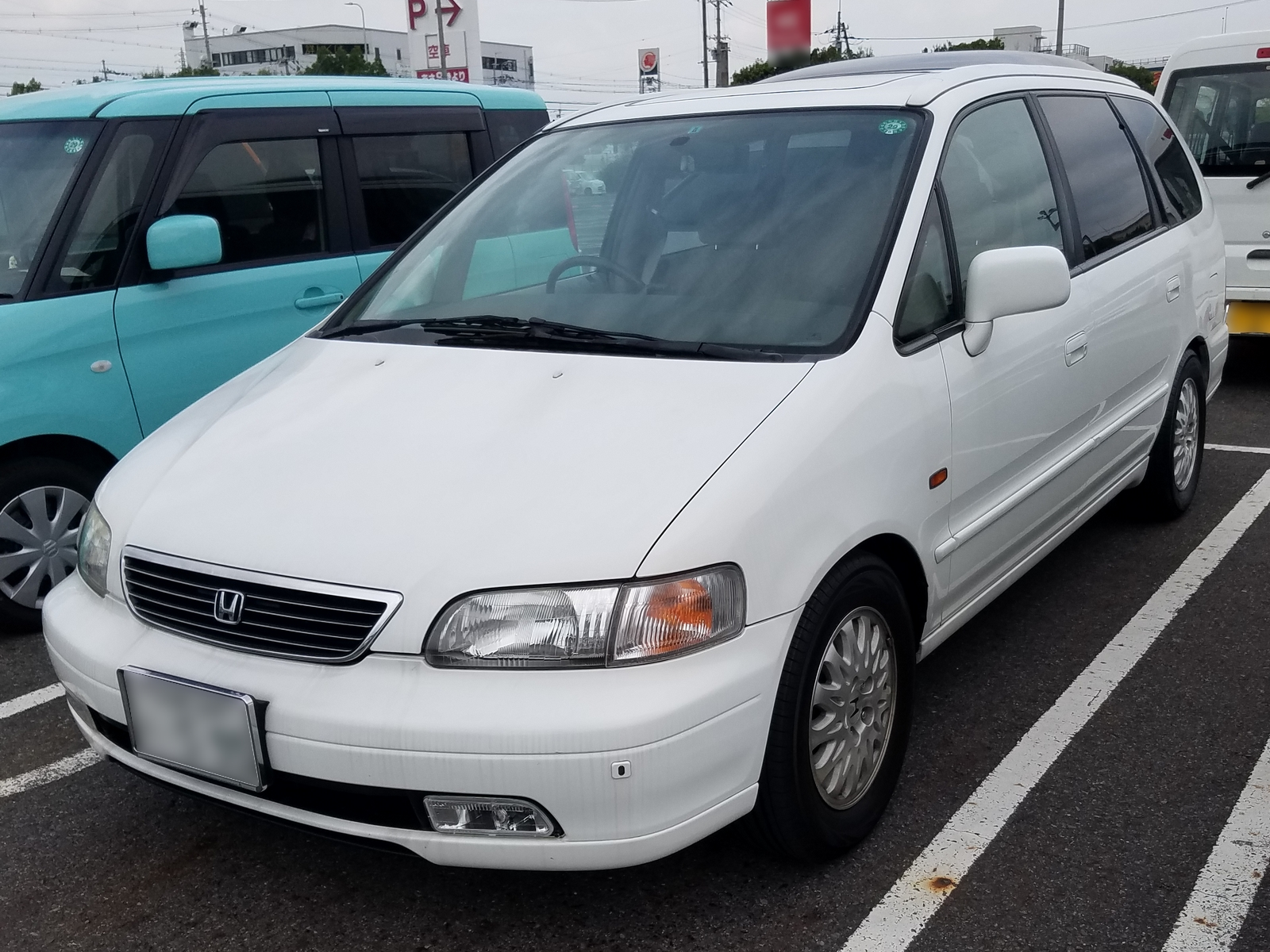
初期型 L 前面 サンシャインルーフ
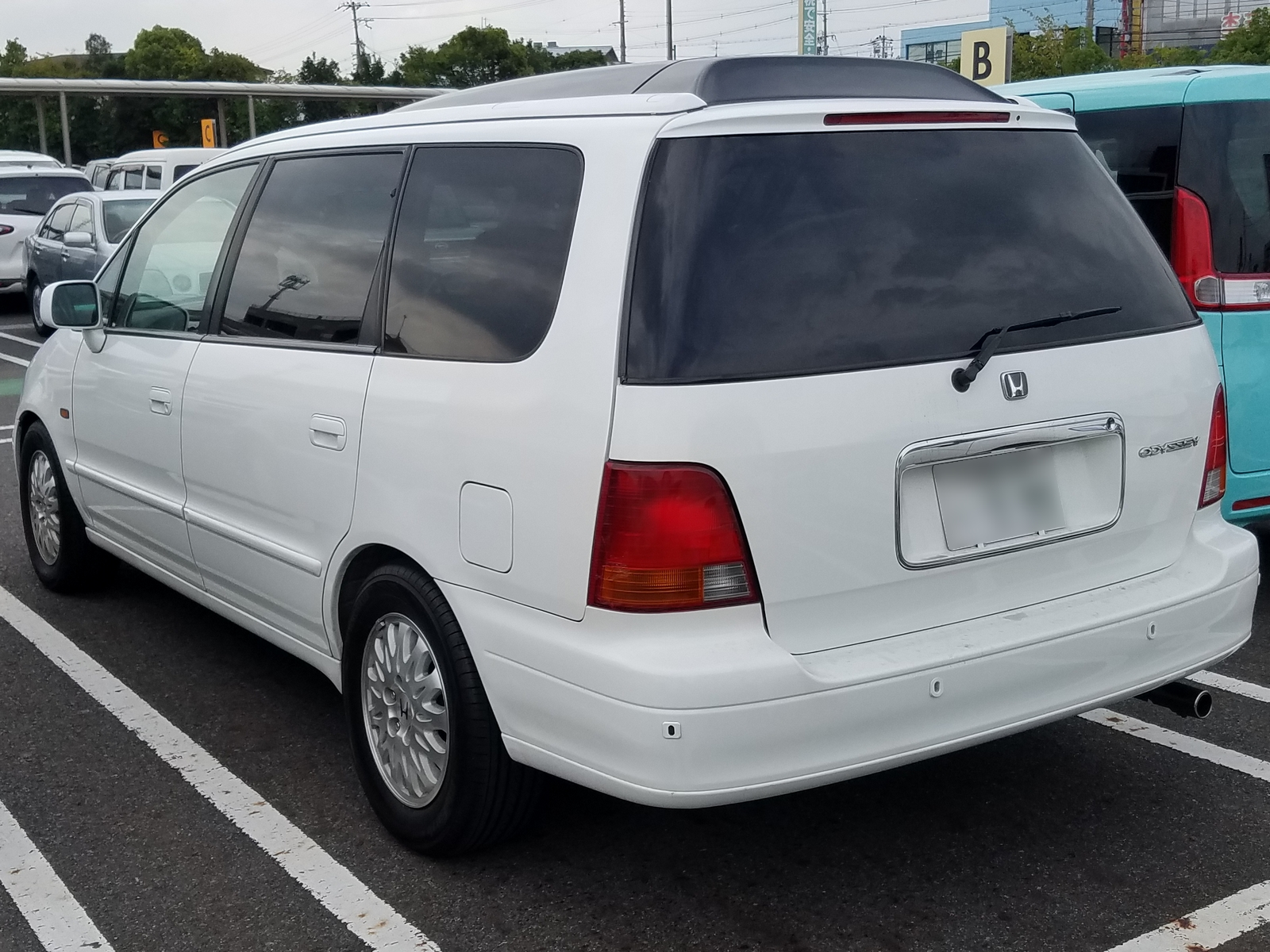
初期型 L 後面 サンシャインルーフ
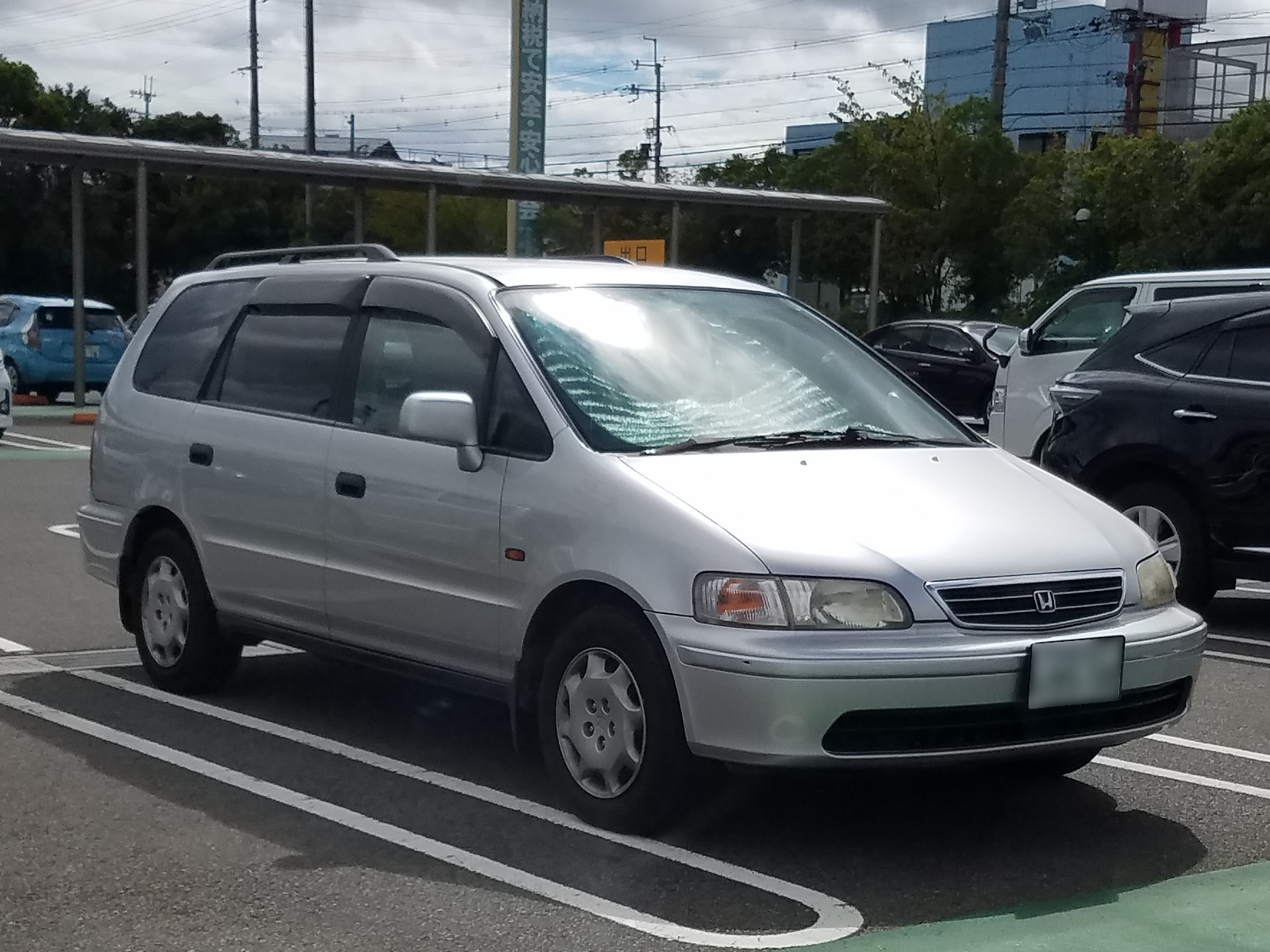
改良型 M 前面
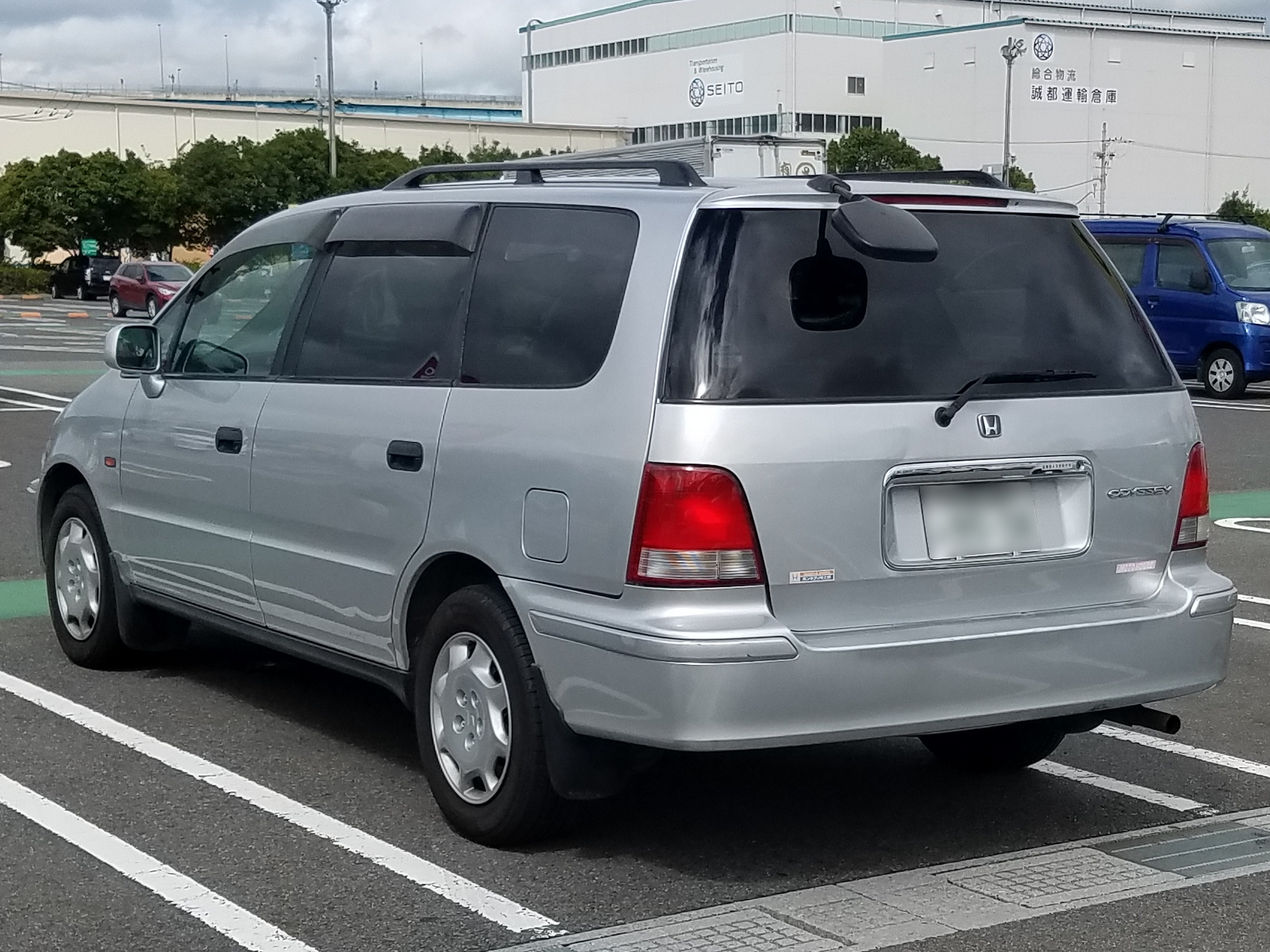
改良型 M 後面
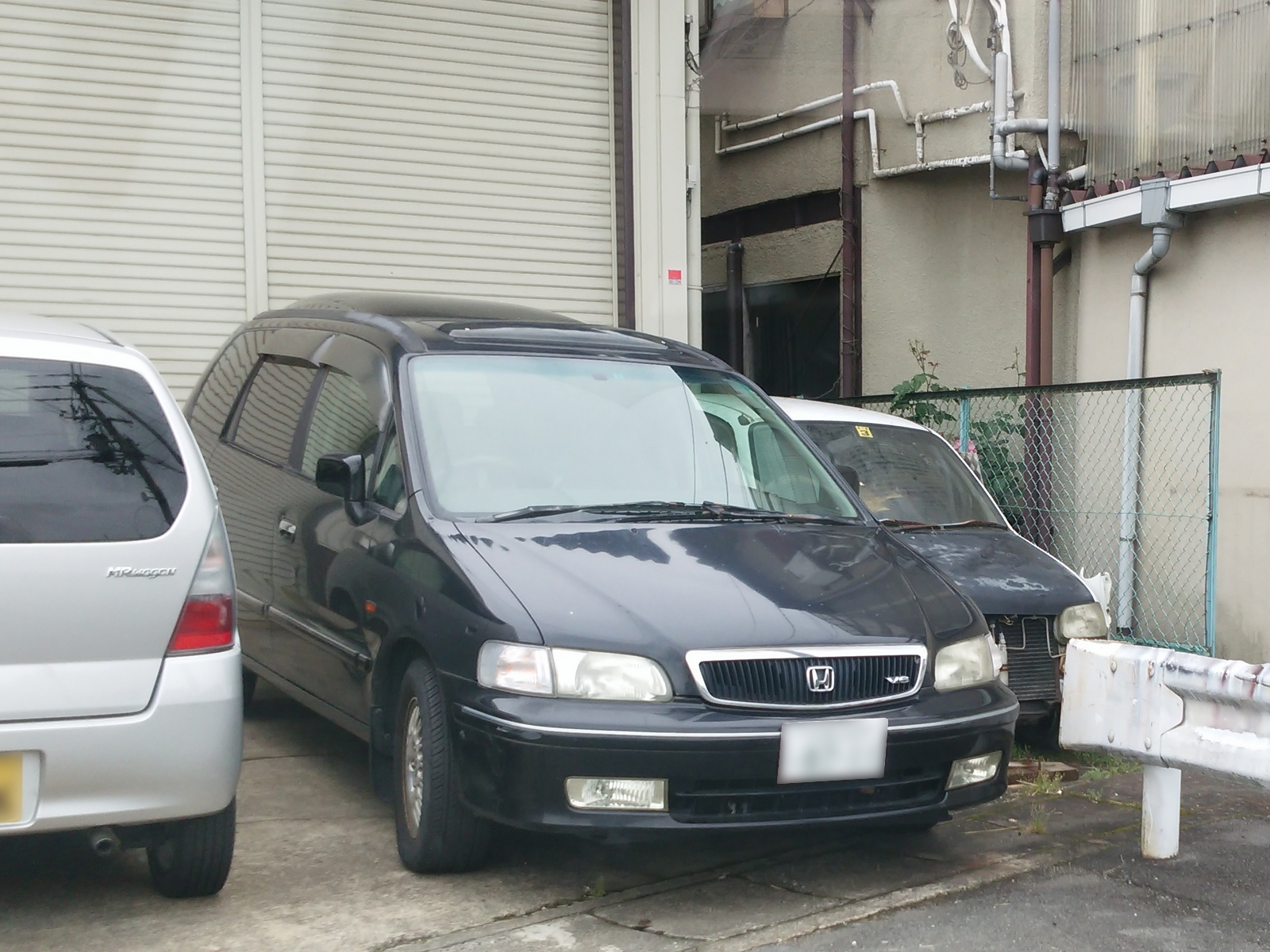
プレステージ
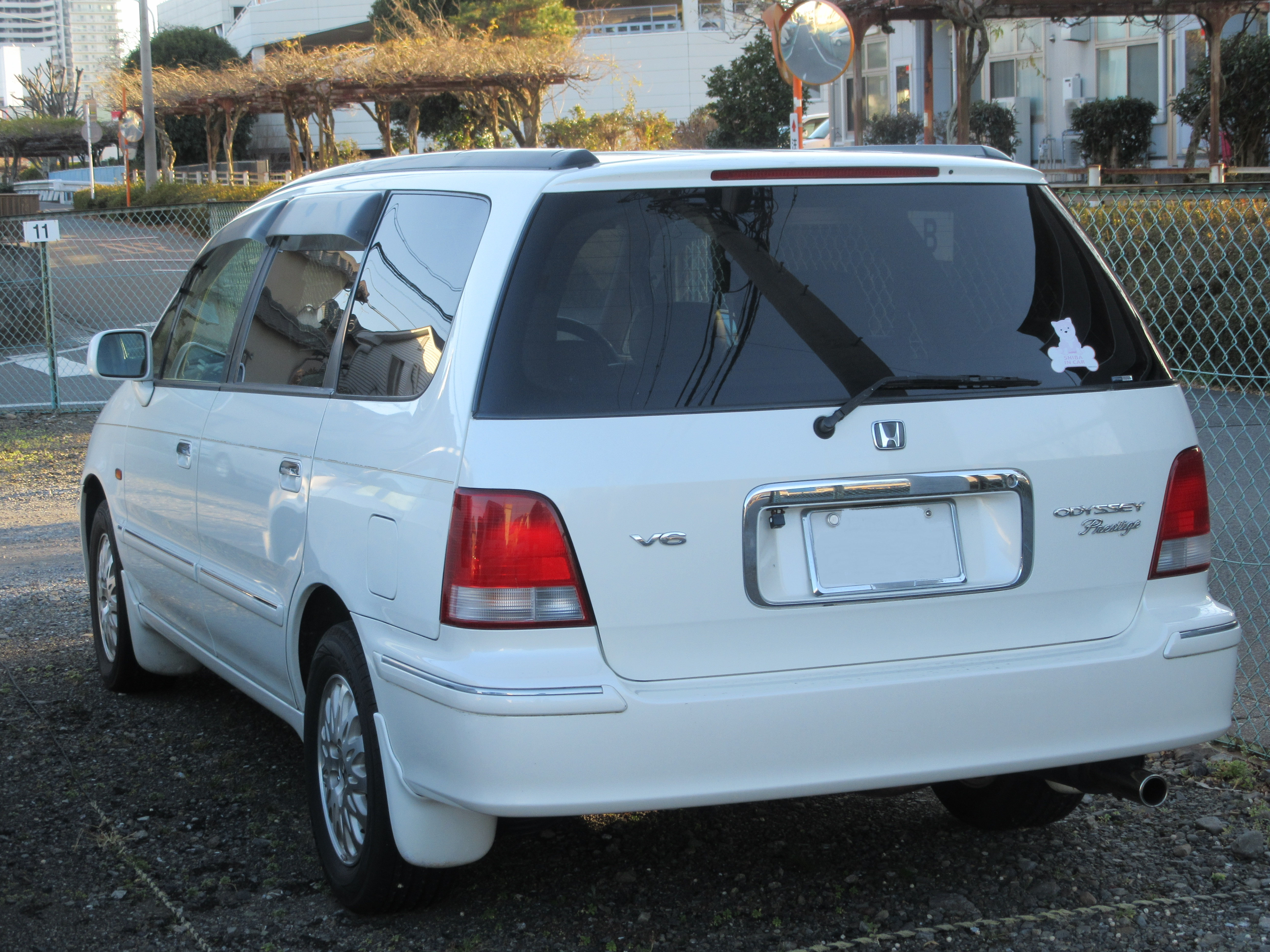
プレステージ（リア）
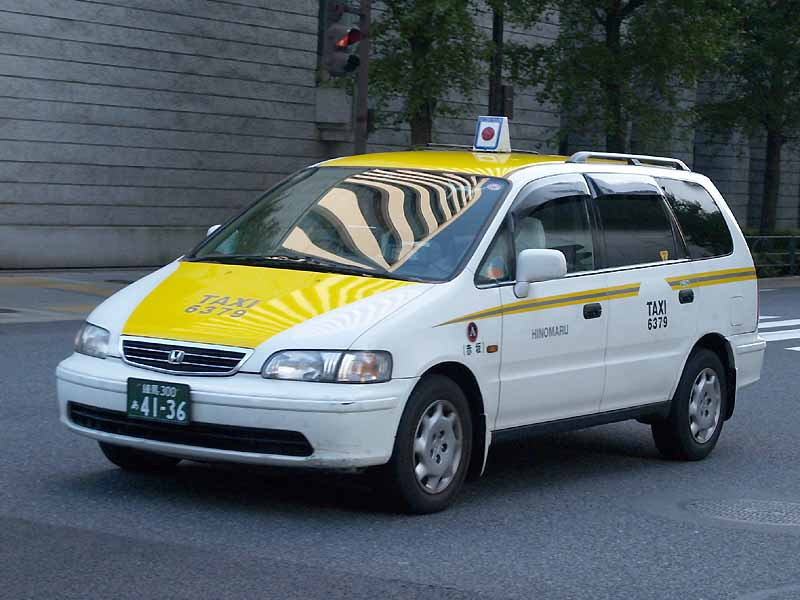
日の丸リムジンタクシー
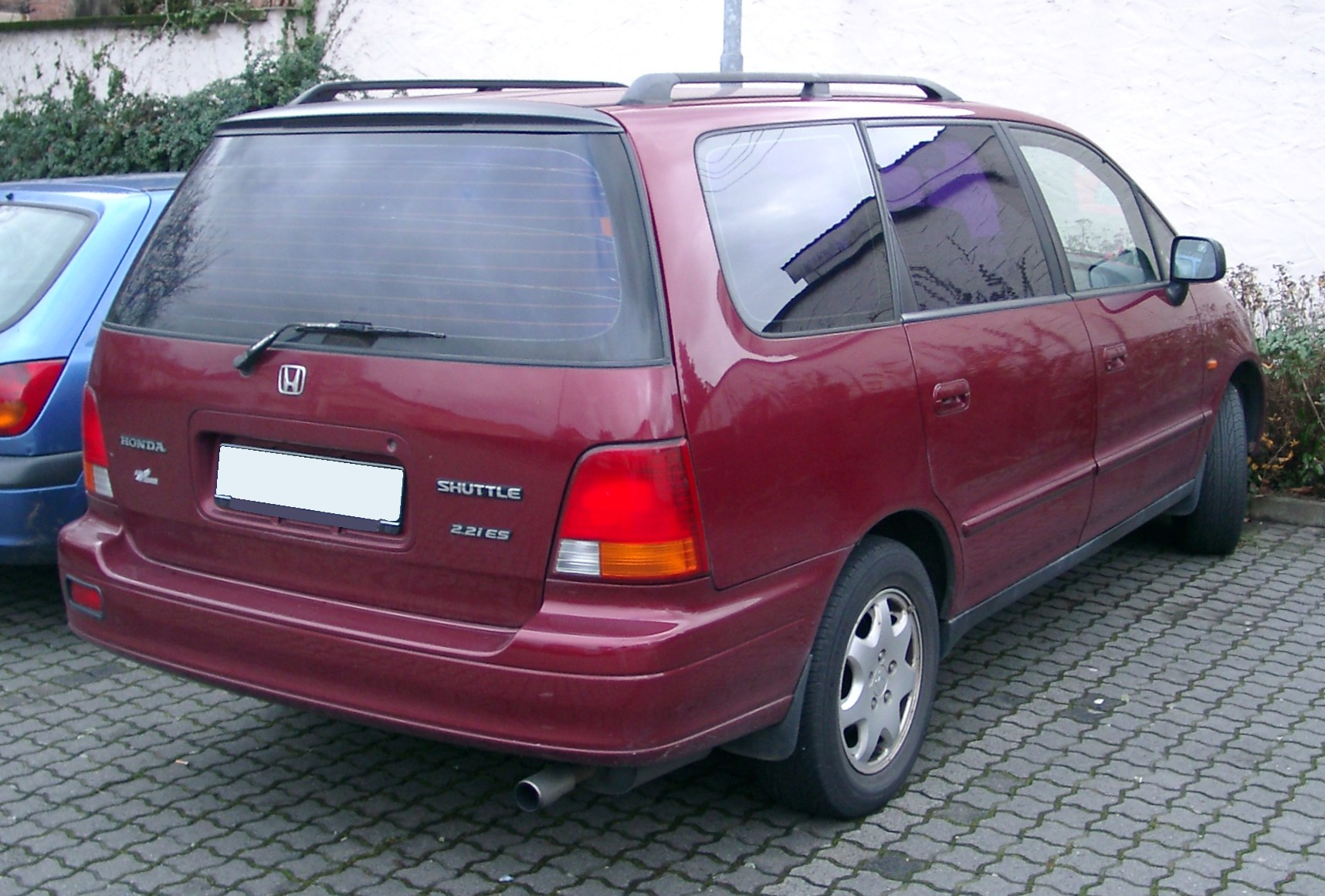
シャトル

1994年10月20日に発表された（発売は翌10月21日）。
発売当初の月販目標台数は4,000台程度と控え目であったが、当時のミニバンとしては低めの全高や、アコード譲りの4輪ダブルウィッシュボーンによる走行性能、多人数乗り車=ワンボックスカーという世間の常識を覆したことにより予想外の大ヒットとなり、後に生産ラインが増強された。シフトレバーは、コラムシフトを採用し、前席から後席へのウォークスルーを可能にしていた。
エンジンはF22B型のみの設定で、アコードに設定されていたVTEC仕様は後のマイナーチェンジの際に採用された。トランスミッションは「プロスマテック（TYPE II）」と呼ばれる4速ATが搭載された。初期型にはタコメーターが標準装備されていなかったが、発売から半年後にはホンダアクセスによる純正アクセサリーとして用意された。グレード体系は「B」・「S」・「L」の3グレードで、「B」は7人乗り仕様のみ、「S」と「L」は6人乗り仕様と7人乗り仕様が選べる。
排気量2L以上の3ナンバー普通自動車クラスの販売台数では、それまで長年の首位を維持していたトヨタ・クラウンを抜き去り、1995年には12万5,590台の販売台数を記録。1994年には日本カー・オブ・ザ・イヤーの特別賞を、1995年にはRJCカー・オブ・ザ・イヤーを受賞した。ヒットを後押ししたのはハード面だけでなく、当時、映画化された『アダムスファミリー』の出演者を総動員した販売戦略としてのソフト面での成功もある。
初代は北米や欧州でも発売された（欧州では「シャトル」という名前で販売）が、アメリカ人の感覚では「小さい、狭い、非力」と判断され、よりパワフルなV6エンジン搭載モデルの登場を挟んで、2代目以降は日本向けとは異なる独自の進化を遂げている。また、欧州市場ではディーゼルエンジン車とマニュアルトランスミッション車の設定が無かったことが災いし、販売は振るわなかった。
日本国内では、日の丸自動車グループの日の丸リムジンがワゴンタクシーとして採用したほか、北米では小排気量で非力だが燃費が良く荷物が積めて効率性に優れるとして、いすゞ自動車にOEM供給されたオアシスと併せてニューヨークのイエローキャブに採用されていた。
1996年1月
一部改良。シフトレバーの形状を改善し、セカンド/サードシート上をガラストップとした「サンシャインルーフ」のオプション設定や、最上級モデル「エクスクルーシブ」が追加された。
1996年9月2日
マイナーチェンジを発表（販売は翌9月3日）。「L」はアルミホイールをメッシュタイプに変更、「S」をベースにオートエアコン、ルーフレール、プライバシーガラス、1列目シートのアームレストを装備した「M」の追加、両席エアバッグとABSの標準装備化、コラムシフトの操作感改良、ハザードスイッチ位置の移設などが行われる。カーナビゲーションはVICS対応型に改良された。同時に、停車時に2名が就寝できるFRP製のポップアップルーフを装着した「フィールドデッキ」が設定された（「S」・「M」の2グレードのみ）。なお、「M」の追加に伴い最廉価グレードの「B」を廃止した。
1997年8月22日
マイナーチェンジ。エンジンを2.3LのF23A型に変更し、フロントグリルのフェイスリフトを実施。この他、全グレードでタコメーター付の新メーターパネルが採用され、「M」と「L」には外気温表示機能付トリップメーターも追加されたほか、電波式キーレスエントリーも標準装備された。さらに、ロアスカート（フロント・リア）や高輝度タイプ専用アルミホイール、ボディ同色のドアハンドルやサイドプロテクターなどを採用した「Sキット」をメーカーオプションとして設定。同時に「エクスクルーシブ」は廃止された。
1997年10月2日
3.0L・V型6気筒エンジンの「J30A型」を搭載した「プレステージ」が新たに追加。FF車のみで、グレードは「VG」と「VZ」の2つからなる。エンジンの搭載位置の関係で2.3L仕様よりボンネットの傾斜がややきついのが特徴。
1997年12月15日
「M」をベースに、エアロパーツ、ボディ同色グリル・ドアアウターハンドル・リアガーニッシュ、ダークグレーの専用シート地とドアライニング、ブラックタイプの木目調パネルや革巻きステアリングホイールなどを装備した特別仕様車「エアロスピリット」を発表（販売は1998年1月4日）。ボディカラーは新色を含む4色が設定される。
1998年5月25日
プレステージ「VZ」をベースに、専用アルミホイール、ルーフサイドガーニッシュ&サイドシル、ブラウン系の専用内装を施した特別仕様車「リミテッド」を発表。
1998年11月26日
新グレードとして、「M」をベースに専用アルミホイール、ライトブラウン木目調のインパネ、クロームメッキ調のインナードアハンドル、ブラウンのシート地を採用した「ファインスピリット」、プレステージ「VG」をベースにエアロパーツ、ボディ同色フロントグリル、専用ダイヤカット15インチアルミホイール、フロント電動サンルーフなどを装備した「VGツーリング」を発表。同時に他のグレードも一部改良が行われ、「エアロスピリット」は価格は据え置いたままでフロント電動サンルーフが標準装備化された。また、ボディカラーに新色を追加するとともに、オプションカラーの適応グレードを拡大し、プレステージではボディカラーに合わせてインテリアカラーを選べる「フリーチョイス」を新設。オプションの本革シートには7人乗り仕様が追加された。
1999年5月20日
「M」をベースに、ホンダ・ナビゲーションシステム、木目調ラジオパネル、ボディ同色フロントグリル・リアライセンスガーニッシュ・アウタードアハンドルなどを装備した特別仕様車「ナビスピリット」を発表。
1999年8月19日
「S」をベースに、プライバシーガラス（リアドア・リアサイド・テールゲート）、ボディ同色フロントグリル・リアライセンスガーニッシュ・アウタードアハンドルを装備した特別仕様車「スマートスピリット」を発表。ボディカラーはプレステージ専用色を含む4色を設定した。
1999年11月
生産終了。在庫対応分のみの販売となる。
1999年12月
2代目と入れ替わる形で販売終了。
- 初期型 L 前面
サンシャインルーフ
- 初期型 L 後面
サンシャインルーフ
- 改良型 M 前面
- 改良型 M 後面
- プレステージ
- プレステージ（リア）
- 日の丸リムジンタクシー
- シャトル

## 2代目 RA6/7/8/9型（1999年 - 2003年）
1999年10月18日、同年10月23日から開催された第33回東京モーターショーで出品されるプロトタイプの概要を発表し、12月2日にフルモデルチェンジを発表（発売は2.3L車（S・M・L）が翌12月3日、V6 3.0L車（VG・VZ）は少し遅れて2000年1月21日）。初代の大ヒットを受け、デザインやコンセプトなどは共通化されたが、先代よりスポーティー志向の走りとなった。
エンジンは先代の後期型と同様のF23A型とJ30A型の2種類だが、J30A型は200PSから210PSと若干のスペック向上が図られている。トランスミッションは4速AT（2.3L）と5速AT（3.0L）が適用された。シフトレバーはそれまでのコラム式からインパネに移動され、同じコンポーネンツを持つアヴァンシアと異なり、Sマチック付きのゲート式を採用。エンジンの種類に関わらず、それぞれ6人乗りと7人乗りが設定された。
中国やオーストラリアなどでも発売された。中国仕様のみリアバンパーの運転席（左）側にリアフォグランプを装備している。先代まで販売が行われていた北米地域では、代わりとしてより大型な現地生産車が「オデッセイ」の名称を引き継いで発売され、日本でも後に「ラグレイト」として販売が行われた。
2000年6月22日
助手席が電動で回転・乗降するリフトアップシートを採用した福祉車両「アルマス」を発表（販売は7月17日）。グレードは2.3L車の3グレードで7人乗り仕様のみ設定された。
2000年8月31日
「M」をベースに、ディスチャージヘッドライト（ロービーム）、ボディ同色サイドガーニッシュ、本革巻ステアリングホイール、フロントツィータースピーカーなどを追加し、装備を充実しながら、カスタマイズがしやすいオーディオレス仕様とした「MQ」を追加。
2001年2月1日
「M」をベースに、MD/CD一体型プレーヤー、フロントツイータースピーカー、オーディオリモートコントロールスイッチ、ボディ同色サイドシルガーニッシュを装備した特別仕様車「サウンドスピリット」を発表。
2001年11月21日
マイナーチェンジ。ローダウンサスペンションや17インチアルミホイールなどを採用し、走行性能を高めたスポーティーモデルの「アブソルート（Absolute）」を新たに追加。また、他のグレードにおいてもフロント周りなどを変更し、低重心フォルムを強調したデザインとなった他、シート地やドアミラー形状の変更、遮音材の最適配置、アンサーバック機能付キーレスエントリーとISO FIX対応チャイルドシート固定バーの追加を行い、「L」と「VZ」にはリアカメラ付ホンダ・DVDナビゲーションシステムも装備された。
2002年10月24日
マイナーチェンジ。「S」を除く全グレードにボディ同色フロントロアスカートとサイドプロテクターを採用し、全グレードのフロントサイトターンランプとサイドマーカーレンズがクリア色に変更された。「アブソルート」は、1台当たり約1.2kg軽量化された新デザインのアルミホイールが採用された。さらに「S」を除く全グレードでディスチャージヘッドライト（ロービーム）と自発光式メーターを標準装備し、全グレードに採用の電波式キーレスエントリーシステム用のリモコンを2個に増量した。
2003年2月6日
「MQ」をベースに、BOSEサウンドシステム、16インチアルミホイール、メタルビーティング（鍛金）調の装備を施しながらも、ベース車に対して5万円高に抑えた特別仕様車「プレミアムサウンドスピリット」を発表。
2003年5月8日
特別仕様車として、「アブソルート」をベースに専用ボディカラーと専用アルミホイールを採用し、メタルビーティング調パネル、本革&メタルビーティング調コンビステアリングホイールなどを装備した「アブソルート リミテッド」、「M」をベースに専用ボディカラーを採用するとともに、メタリックグレーのフロントグリル、クロームメッキアウタードアハンドル、専用木目調パネルを装備している「ファインスピリット」を発表。「ファインスピリット」は5年振りに名称が復活した。
2003年9月
生産終了。在庫対応分のみの販売となる。
2003年10月
3代目と入れ替わって販売終了。

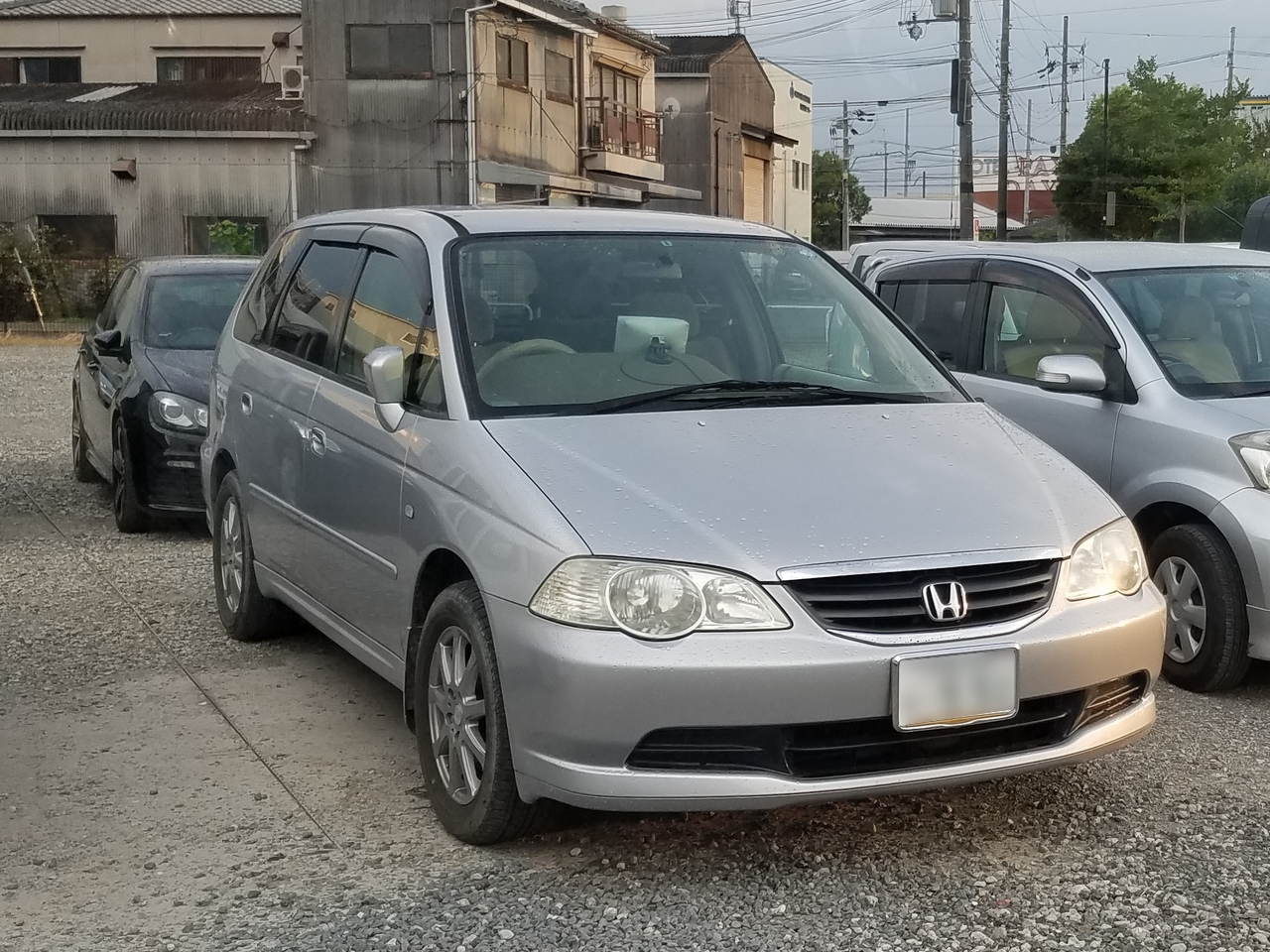
改良型 ファインスピリット 前面
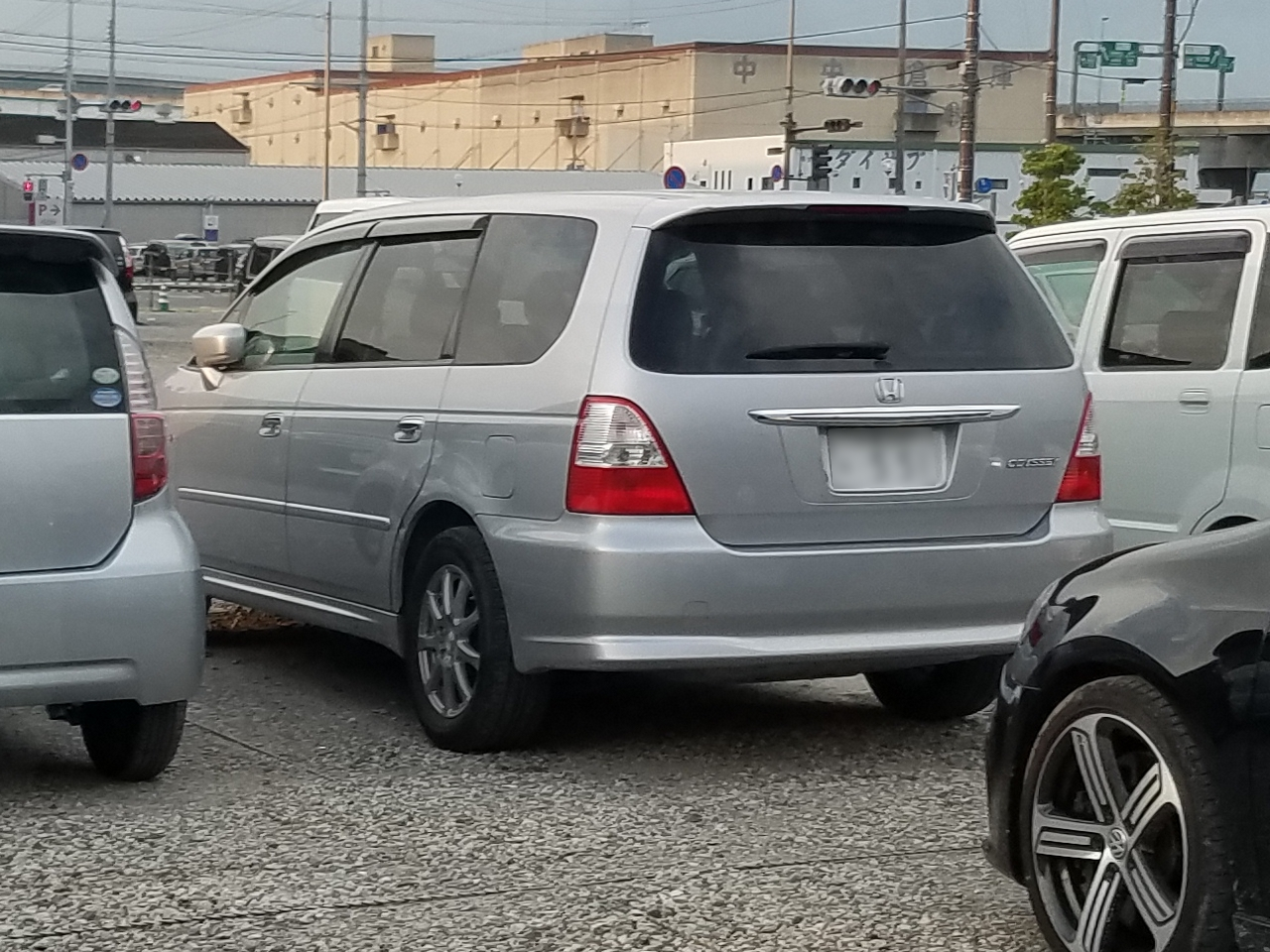
改良型 ファインスピリット 後面
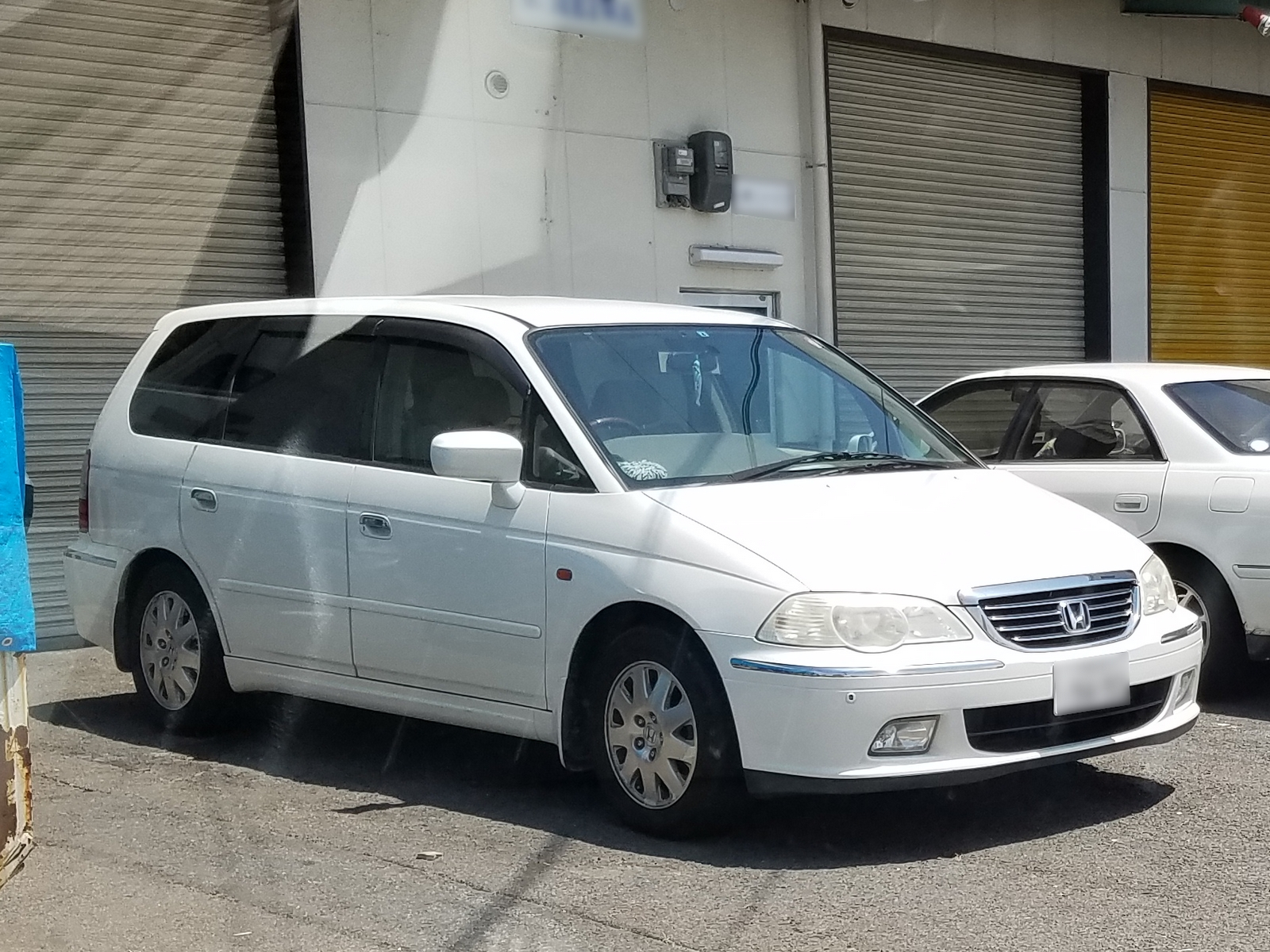
改良型 プレステージ
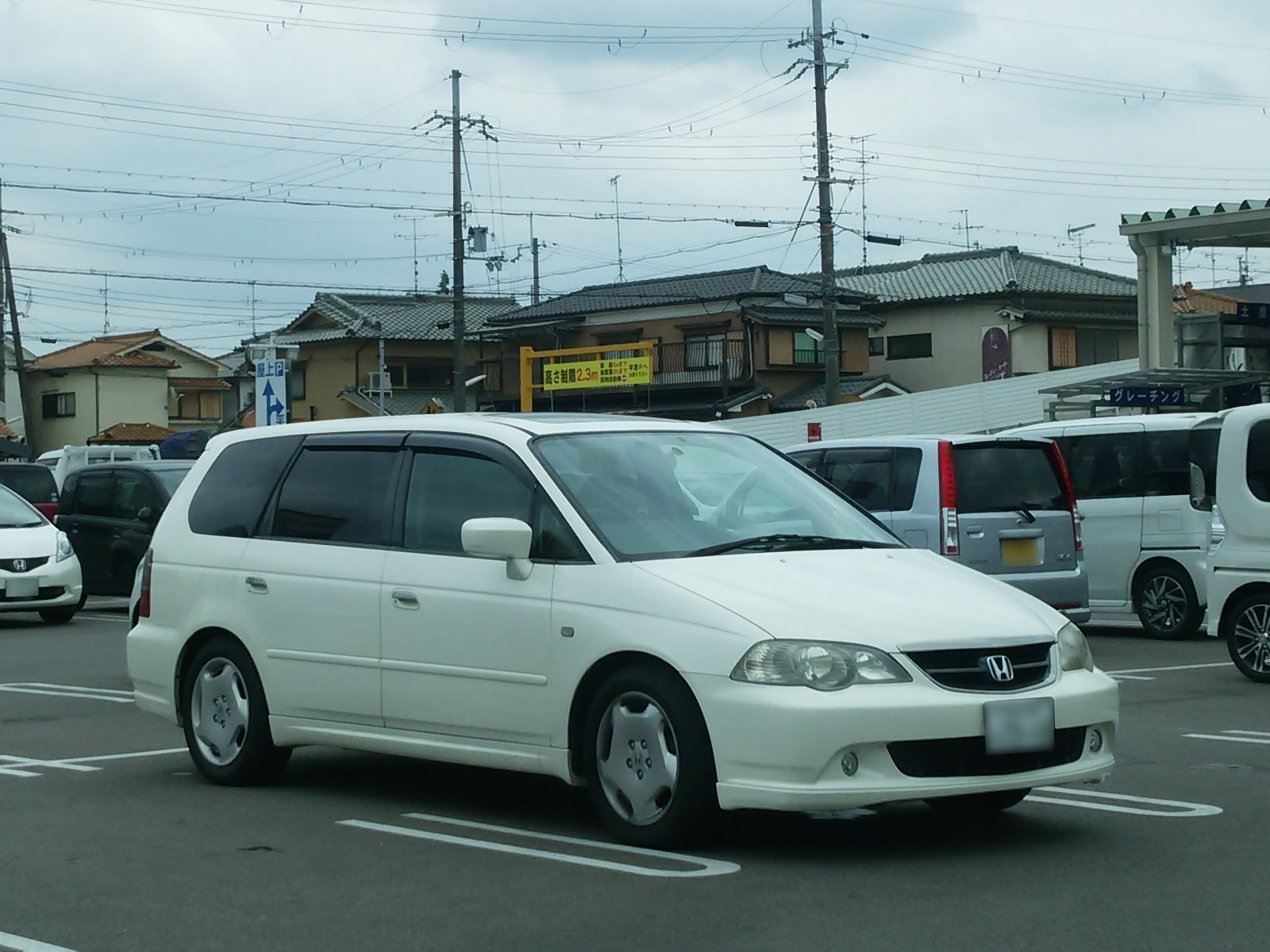
アブソルート 前面
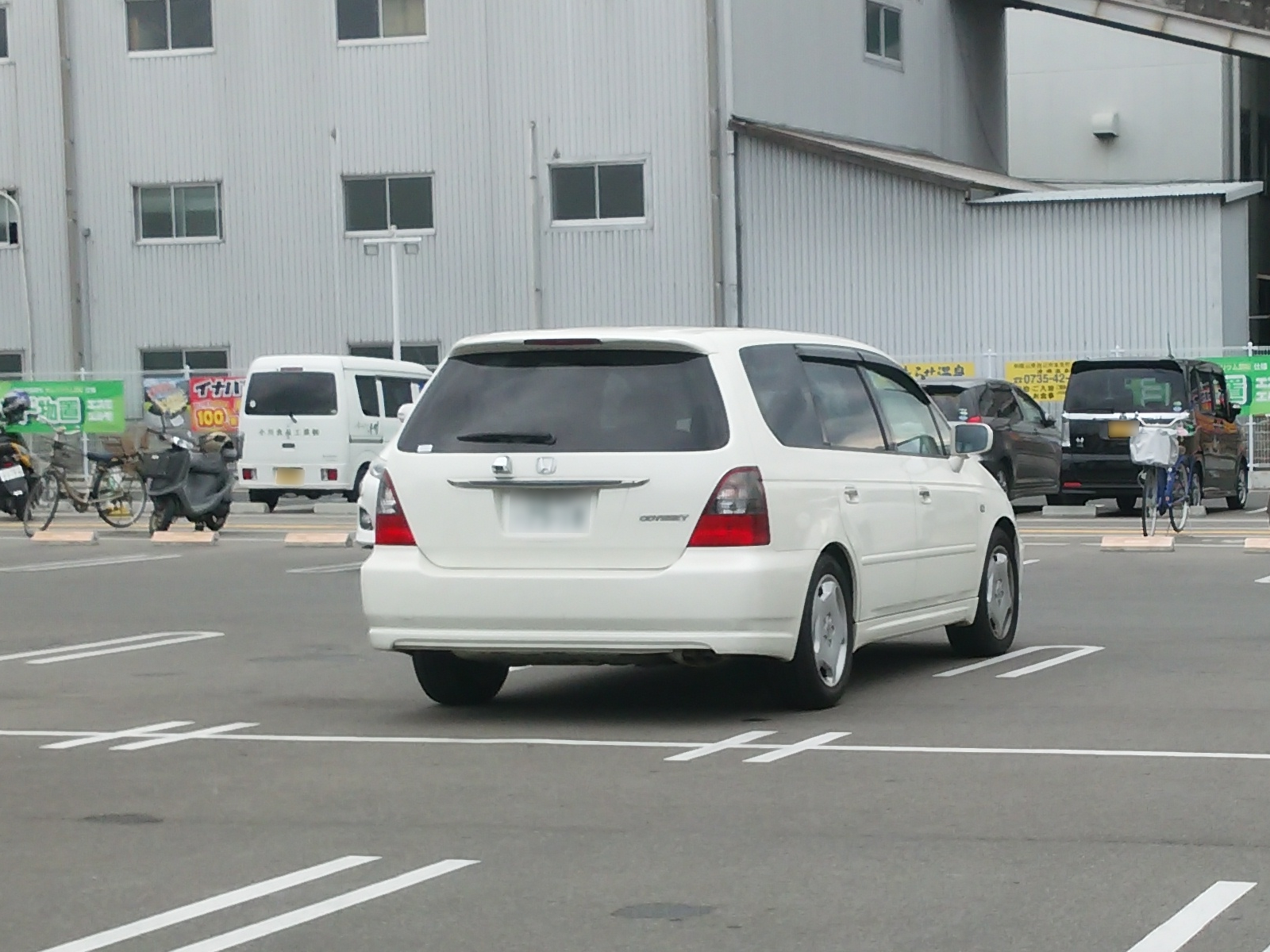
アブソルート 後面
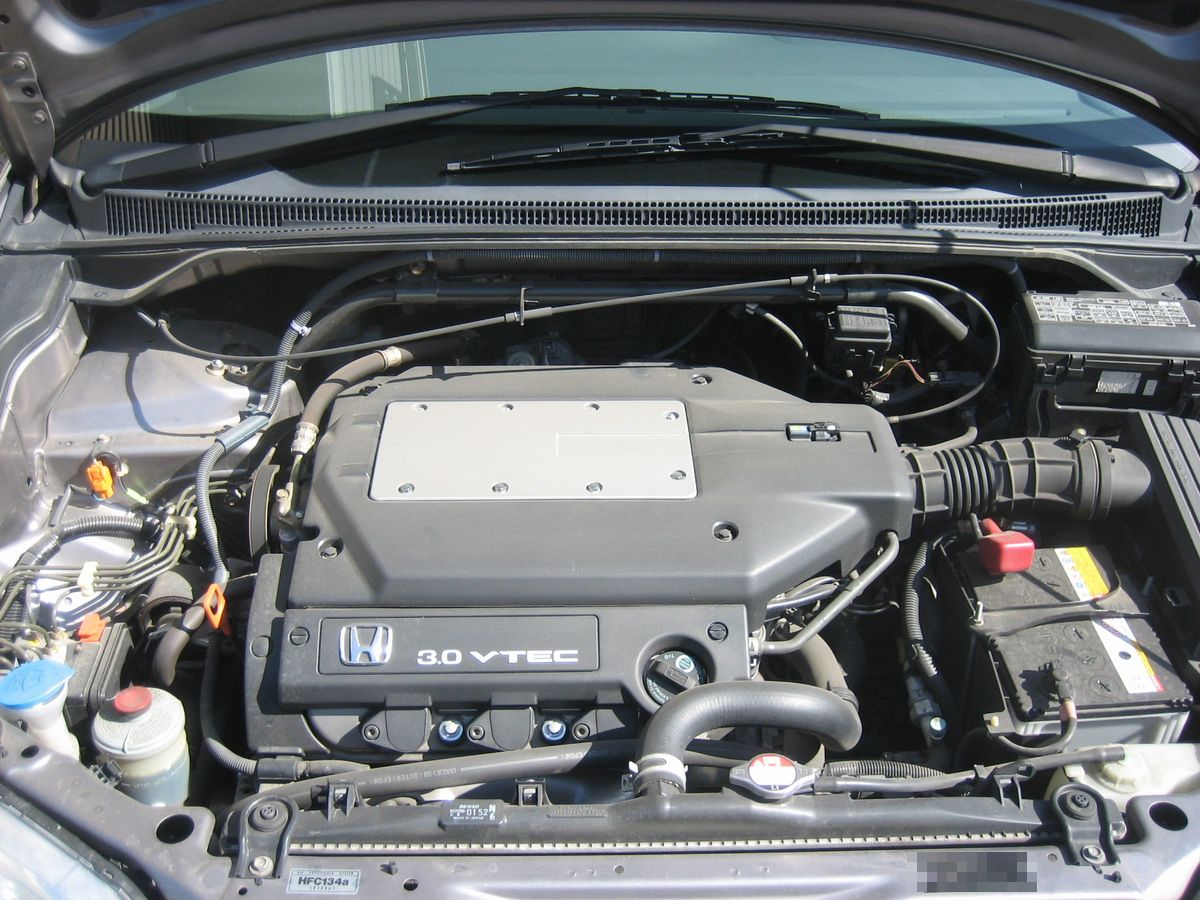
J30A型エンジン

### 2代目 北米仕様 RL1型（1999年 - 2004年）

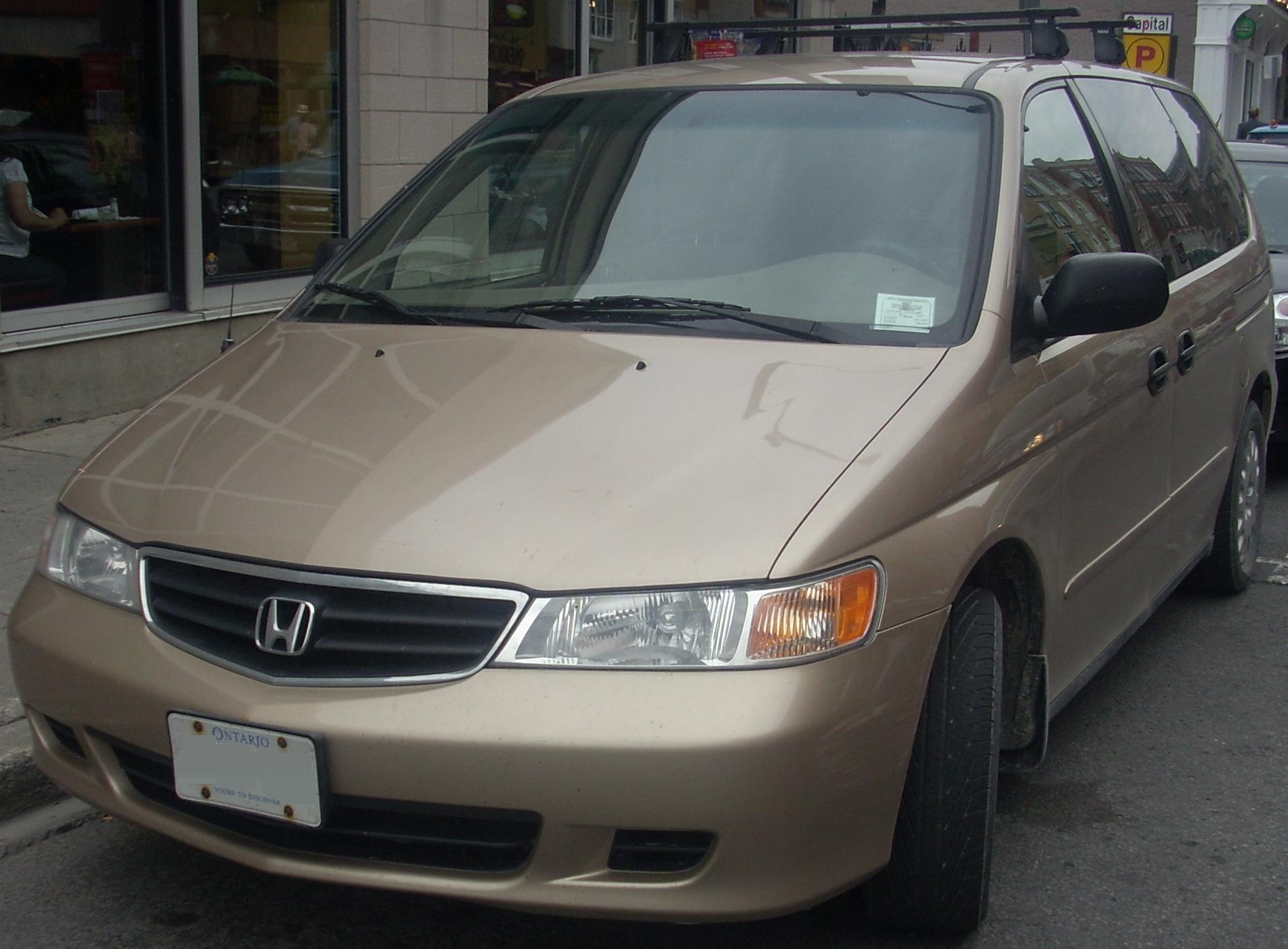
LX
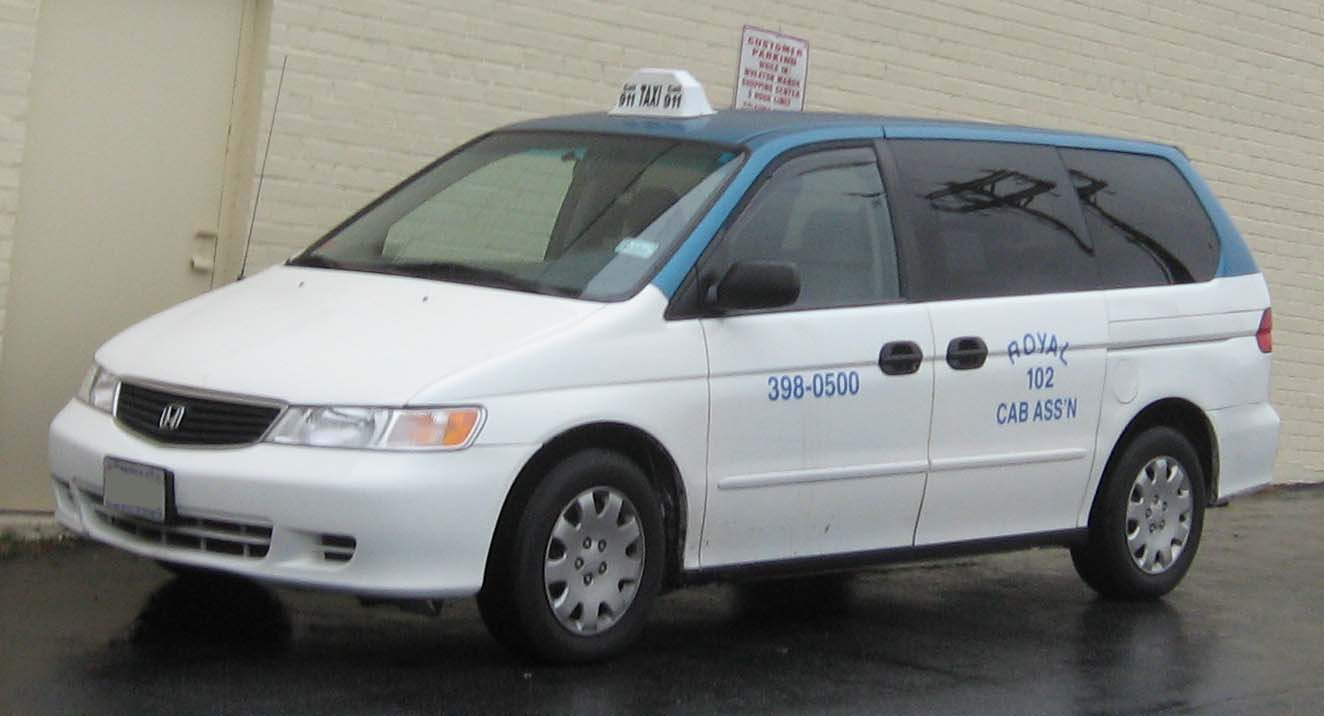
タクシー

北米市場向けの2代目オデッセイは1999年モデルイヤーに登場した。前述のとおり、このモデルから北米向けが別車種となり、先代よりも大幅に大型化し、ヒンジ式リアドアの代わりにスライド式リアドア、V6エンジンを搭載した。スライドドアが標準装備され、EXトリムにはパワースライドドア（両側世界初）、ベースのLXトリムには手動ドアが用意された。他の多くのミニバンで採用されている革新的な床に折り畳めるリアシートを維持した。またEXトリムのオプションとして、ホンダ初となる衛星リンクナビゲーションシステムも導入された。
このモデルは日本でも「ラグレイト」として販売された。
2004年モデルは、オートモーティブ インフォメーション システムズによると、第2世代オデッセイで唯一、5点中5点の信頼性評価を獲得した。IIHSは1999年から2004年にかけ、フロントオフセットテストでオデッセイにGood評価を与えた。
北米では力強いV6エンジン、4輪独立サスペンションによるハンドリング、広いキャビン、パワースライドドア（LXは手動スライドドア）、収納可能な3列目シートなどの装備が高く評価され、1999年から2003年まで、ミニバン部門でEdmunds.com EditorsのMost Wanted賞を連続受賞した。また、年次改良により2002年モデルからは240PSに出力が向上し、ATが5速化された。

## 3代目 RB1/2型（2003年 - 2008年）

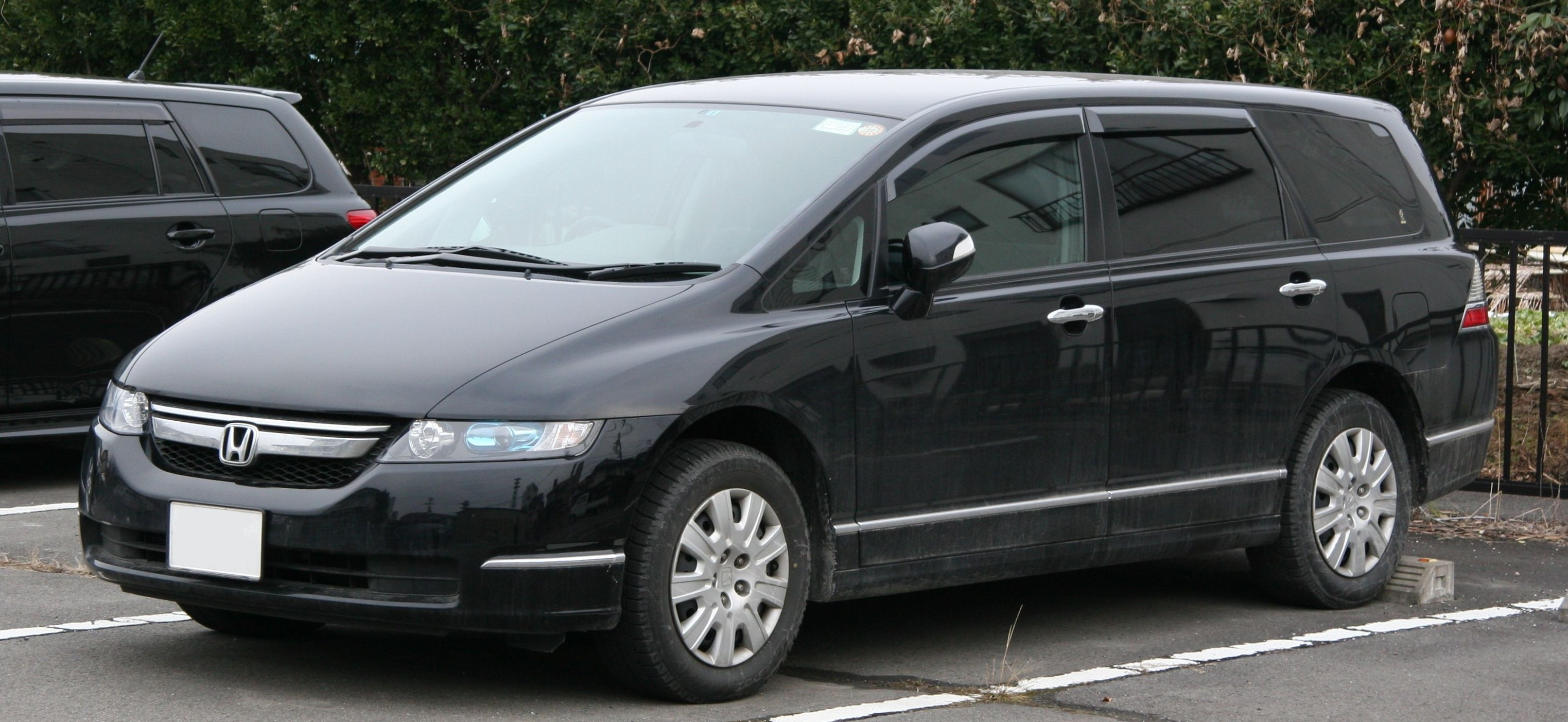
2006年4月改良型 前面
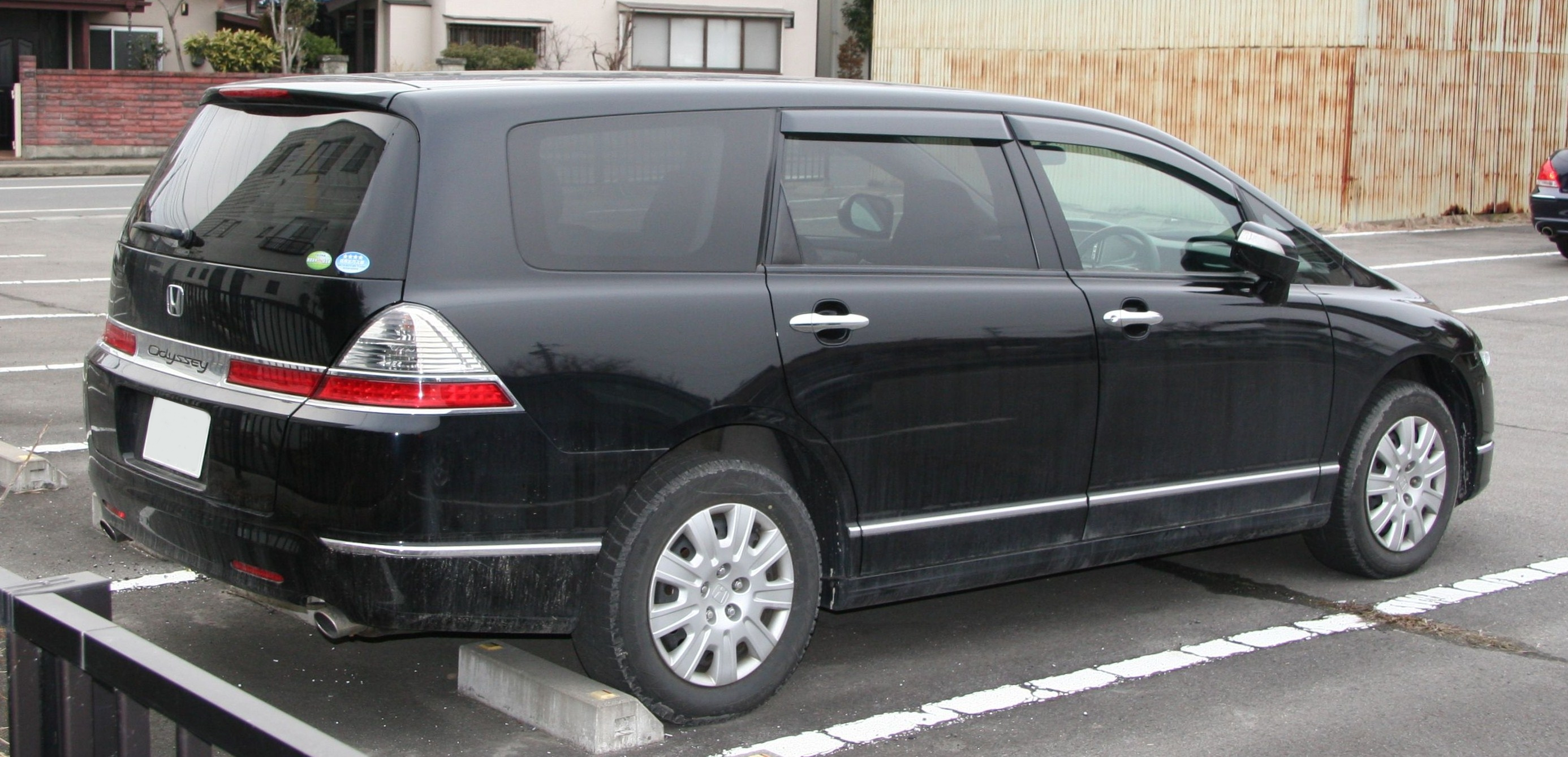
2006年4月改良型 後面

2003年10月17日、フルモデルチェンジを発表（発売は10月24日）。新開発の低床プラットフォームにより、ミニバンとしては異例である機械式立体駐車場へ入庫可能の1,550mm（四輪駆動車は1,570mm）という低全高スタイルとしながら、3列シート7名乗車のシートレイアウトを実現した。車名ロゴは初代から継続されていた「ODYSSEY」から「OdyssEy」に変更された。
エンジンは、アコードなどと共通のK24A型（標準:160PS、アブソルート:200PS）の2種類のみとなり、先代まで続いたV6エンジンを搭載した「プレステージ」を廃止した。「アブソルート」のエンジンはボア・ストロークは他仕様と同一であるが、プレミアムガソリン仕様に改められた上で圧縮比が高められている。トランスミッションは「M」と「L」のFFには7速マニュアルモード付CVTを、「アブソルート」や「S」および「M」「L」の4WD車には5速ATを搭載。また、上級グレードにはオプションで4代目アコードワゴンに採用されている電動式リアテールゲートが装備され、「L」には電動格納3列目シートが標準装備された。乗員定数は7人乗りのみ。タイヤ・ホイールは「アブソルート」が前後17インチホイールを、その他のモデルは前後16インチホイールが装着された。
ミニバンとは異なる運動性能やスポーティなデザインから、若年層やホンダが過去に生産していたスポーツモデルからの乗り換えユーザーに人気を博した。その一方で全高の低さに起因する開放感のなさを敬遠する向きもあり、当代モデルのキープコンセプトとして登場した4代目では、モデル末期頃における販売台数低下の原因ともなった。
2004年12月24日
一部改良。「アブソルート」は立体自発光メーターやボタンの照明色にブルーを追加するとともに、専用内装色が設定された。ボディカラーも追加された。さらに、Hondaスマートカードキーシステムをオプション設定に、「パワーユーティリティパッケージ」からAC100V電源を削除した。「L」は1列目シート用i-サイドエアバッグシステムとサイドカーテンエアバッグをオプション設定にしたことで車両本体価格の引き下げを行った。また、「M」および「L」専用のボディカラーが変更された。
2005年6月30日
「M」をベースに、リアカメラ付き音声認識Honda・HDDナビゲーションシステム+プログレッシブコマンダー、1列目シートアームレスト、木目調1列目シートセンターテーブルを装備した特別仕様車「HDDナビ エディション」を発表。
2005年10月31日
一部改良。ディスチャージヘッドランプにオートレベリング機構を、フロントフェンダーにサイドマーカーをそれぞれ追加し、それまでのHondaスマートカードキーシステムからHondaスマートキーシステムに改められ、最廉価グレードの「S」を廃止した。併せて「M」をベースに、「アブソルート」に採用されているエアロダイナミクス・カラードバンパー（フロント・リア）、エアロダイナミクス・カラードサイドガーニッシュ、カラードサイドモールディング、専用エンブレムを装備した特別仕様車「M・エアロ エディション」が発売された。
2006年4月13日
マイナーチェンジ。外装・内装のデザインを変更しているが、特にリアは大幅な変更が行われ、リアコンビネーションランプはLED式となり、テールゲートガーニッシュが追加された。さらに車名ロゴの位置をテールゲート中央に変更された。また、ドアミラーは前期型がサブピラーに付いていたのに対し、後期型はドアパネルに移設のうえドアミラーウインカーが追加された。
「アブソルート」は足回りの強化、オデッセイ初となる18インチアルミホイールの採用、フロントグリルとリアガーニッシュのクロームメッキ化、自発光式メーターの照明色統一などの変更が行われた。また、初代前期型以来となる「B」をシンプル装備と求めやすい価格設定の新廉価グレードとして復活するとともに、「M」には特別仕様車「エアロエディション」に相当する装備品をそろえた「エアロパッケージ」が追加された。さらに、ボディカラー4色、インテリアカラー3色を追加した。
2007年2月15日
一部改良。「S」を再設定するとともに、「S」にエアロフォルムバンパーやサイドシルガーニッシュなどを装備した「S・エアロパッケージ」を追加。さらに、「M」は16インチアルミホイールを、「L」はリアカメラ付音声認識Honda・HDDナビゲーションシステム+プログレッシブコマンダーを、「アブソルート」は「コンフォートビューパッケージ」の装備品がそれぞれ標準装備化された。
2007年8月30日
「L」をベースに、本革巻ATセレクトレバーを追加した「L・Kパッケージ」を追加。同時にリアカメラ付音声認識Honda・HDDナビゲーションシステム+プログレッシブコマンダーを装備した特別仕様車「HDDナビ スペシャルエディション」と「HDDナビ スペシャルエディション」に「エアロパッケージ」の装備を加えた「エアロ HDDナビ スペシャルエディション」を発表。前者はHDDナビ標準装備の「L」を除く3グレードに設定されており、「S」はこれに電波式キーレスエントリー一体型キーを1個追加、「M」は木目調リアドアパネルを追加装備している。後者は「S」と「M」の2グレードに設定される。
2008年9月
生産終了。在庫対応分のみの販売となる。
2008年10月
4代目とバトンタッチして販売終了。
- 2006年4月改良型 前面
- 2006年4月改良型 後面

### 3代目 北米仕様 RL3型（2005年 - 2010年）
2005年にモデルチェンジを実施した。グレードは「LX」、「EX」、「EX-L」、「Touring」の4つが設定された。
ボディサイズは全幅が38mm大きくなり、重量も増加したが、全長と室内空間は先代とほとんど変わらない。ボディ設計には2005年シビックから用いているACE（Advanced Compatibility Engineering）ボディデザインを取り入れ、サイドカーテンエアバッグやスタビリティコントロールを全モデルに搭載している。後部ドアウィンドウはサンシェードが内蔵されている。3列目のマジックシートは6対4に分割するデザインに変更され収納しやすくなった。その他デュアルグローブボックスや、先代ではスペアタイヤが入っていたスペースを利用した床下の回転収納が採用された。シフトレバーの配置はコラムシフトからインパネシフトに変更された。
エンジンは255hpに向上し（SAEの新ガイドラインにより2006年モデルでは244hp SAE net）、「EX-L」と「Touring」のエンジンにはVCMが採用された。2005年モデルのEPA燃費評価は、VCM採用車が20/28mpg（City/Highway）で、VCM非搭載の「LX」、「EX」は18/26mpgである。EPAの2007年新基準では、VCM搭載車が17/24mpg、VCM非搭載車は16/23mpgとなっている。
i-VES（iN-Vehicle Entertaintment System）に変わってDVDベースの「リアエンターテイメントシステム」となった。「Touring」にはパワーテールゲートやがミシュランのランフラットPAXタイヤが装備されており、パンクしても125mile（201km）を走行できる。しかし、PAXタイヤの扱いには特別な設備や訓練が必要であり、入手性や価格、耐久性の問題もあり、2008年モデルではオプション設定に変更となった。
「EX」以上には「Plus-One」と呼ばれる補助席が2列目に用意されており、取り外しができる。
2008年、フェイスリフトが行われ、全モデルアクティブヘッドレスト、昼間点灯、デジタルオーディオプレーヤーポートが装備された。フロントグリルはアコードに似たデザインとなり、テールランプも変更された。これまではカーナビゲーション搭載車のみだったリアビューカメラが、ナビゲーション非搭載の「EX-L」にも用意され、インナーリアビューミラー内にモニターが内蔵された。「Touring」ではBluetoothがフルサポートされた。
2008年、2009年と2年連続でアメリカでのベストセラーミニバンとなっている。アメリカのコンシューマー・レポート誌でも、アメリカで販売されるミニバンの中で最もFun-to-driveな車であるとされた。

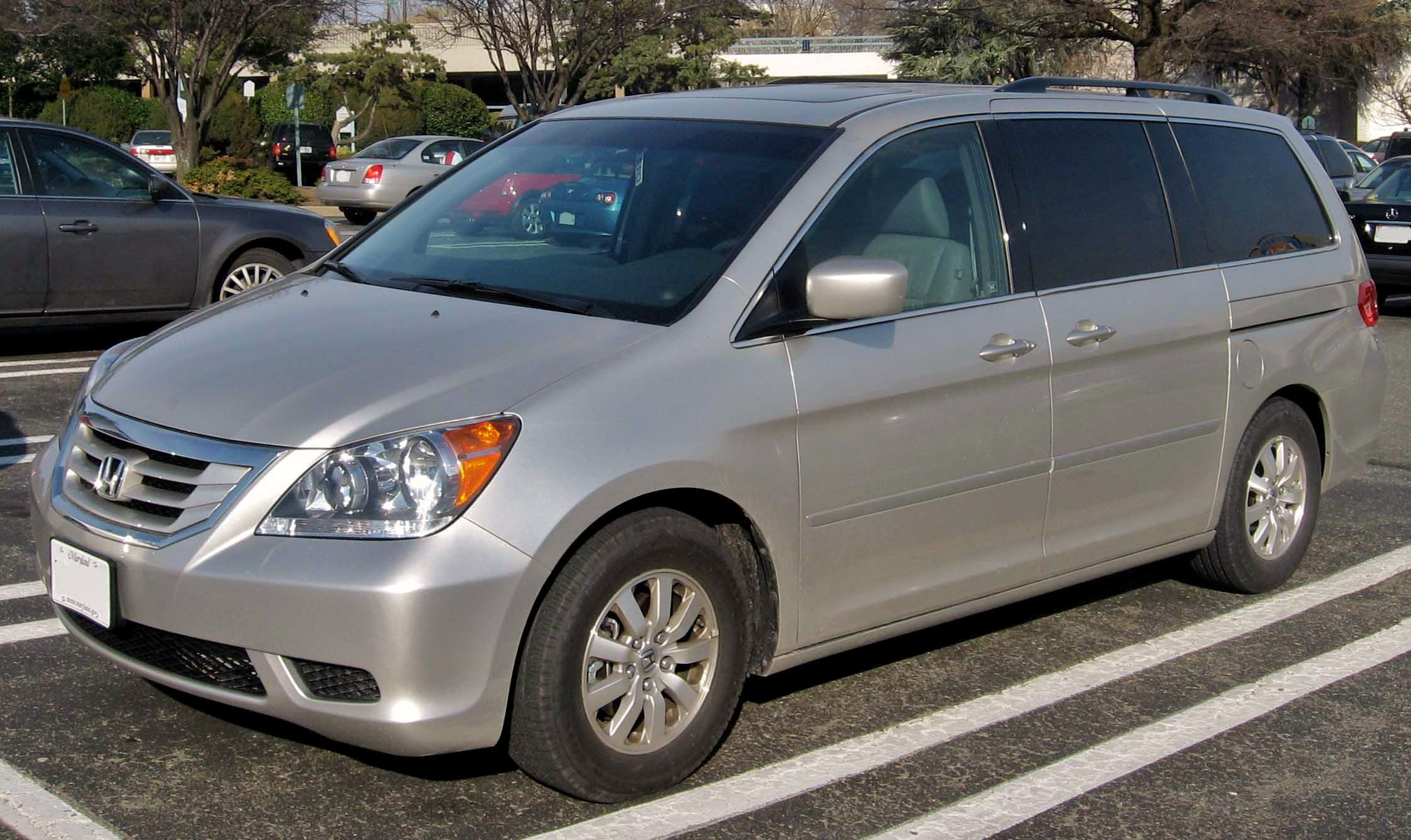
後期型
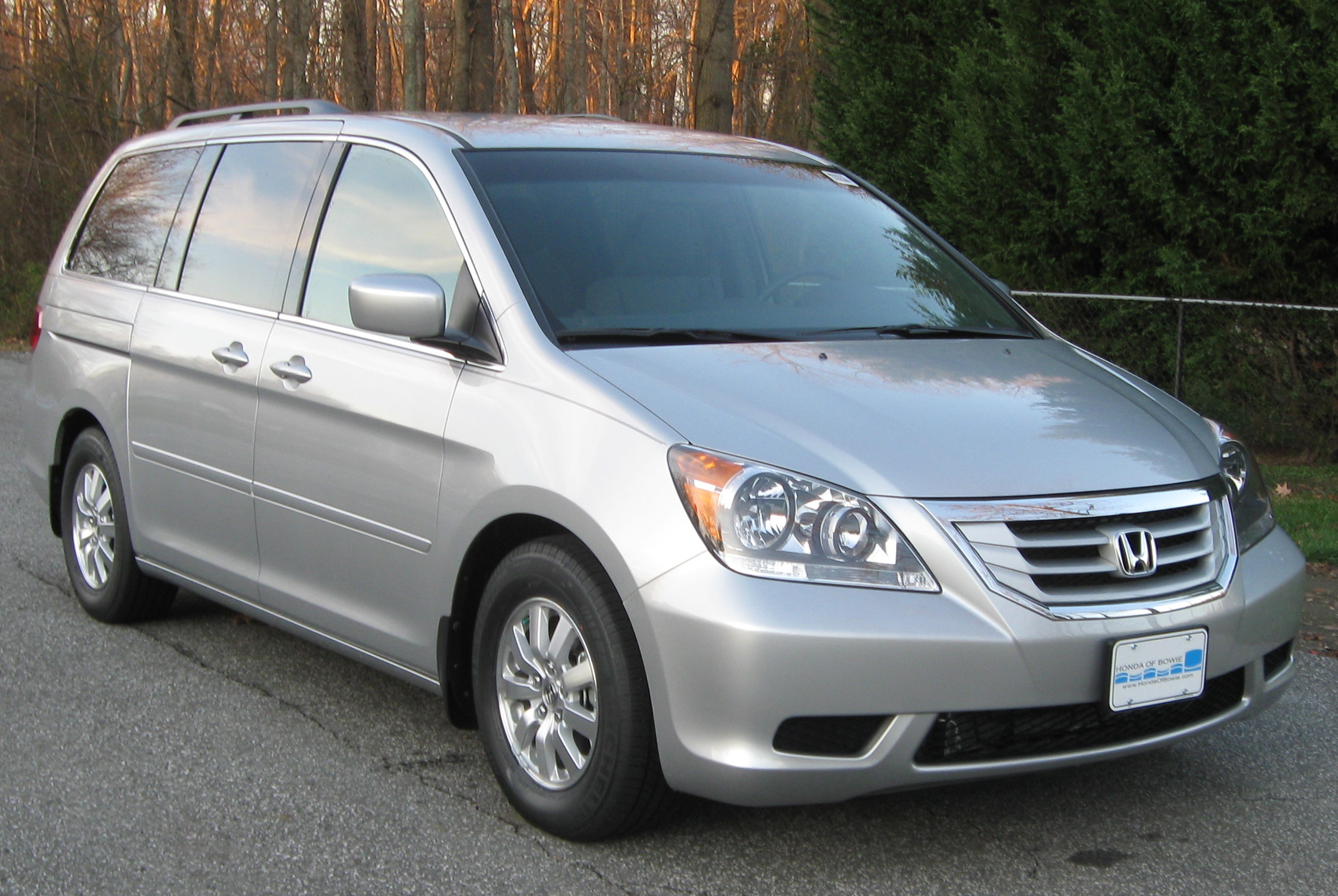
後期型 EX（フロント）
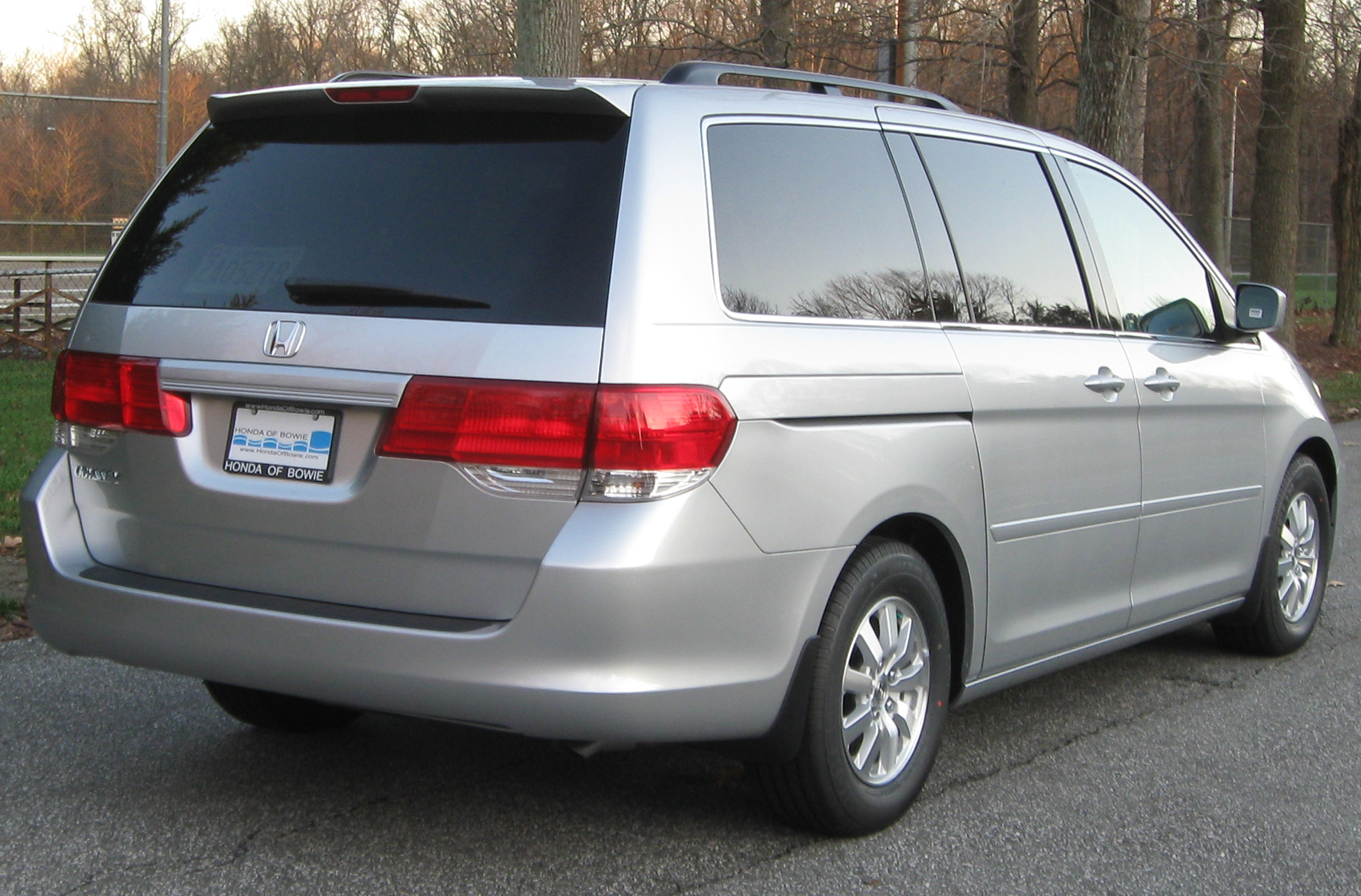
後期型 EX（リア）

## 4代目 RB3/4型（2008年 - 2013年）
2008年10月16日にフルモデルチェンジを正式発表（発売は翌10月17日）。月間目標販売台数は4,000台。
FCXクラリティに似たフロントマスクとなり、テールランプは、初代から継承してきた三角形から横長に変更され、尾灯は先代後期型のLEDから電球に変更された。また、4代目には新技術として、車両の挙動の乱れを安定方向にアシストする「モーションアダプティブEPS」や魚眼CCDカメラにより死角の低減や車庫入れなどの支援をする「マルチビューカメラシステム」を搭載する。また、初めてECONボタンが搭載された。
室内に関しては、1,220mmの室内高は変わらず、室内長は60mm拡大された。2列目シート座面裏を削り込み、3列目シートの足元空間を拡大し、後席ドアの開口部も広げられた。視界に関しては、Aピラーを30%細めて後退させることで改善。2-3-2のシートは全席で前方視界が確保できるよう、V字に配列した。荷室はフィット同様にスペアタイヤを廃止し（代わりにオデッセイでは初となるパンク修理キットを装備）、荷室床下のアンダーボックスを設置した。この恩恵もあり、車体重量は先代よりも軽量化された。
エンジンは3代目と同じくK24A型が搭載されるが、ハイオクガソリン指定の「Absolute(アブソルート)」が206PS（151kW）・23.7kgf·m（232N·m）（4WDは204PS（150kw）・23.5kgf・m（230N・m）、その他が173PS（127kW）・22.4kgf·m（220N·m））にパワーアップされる同時に燃費も向上され、特に「M」・「L」・「Li」のFF車は「平成22年度燃費基準+25%」を達成した。また4代目では「アブソルート」を含め、全車「平成17年排出ガス基準75%低減レベル（☆☆☆☆）」認定を取得した。トランスミッションは従来同様FF車がCVT、4WD全車と「アブソルート」が5速ATとなる。また、「アブソルート」を除くFF車のステアリング脇には、エンジン・CVT・エアコンの制御を燃費重視にする「ECON」ボタンが備わる。
外観やコンセプトなどを中心に3代目の特徴を色濃く残す一方、足まわりや車体剛性、ステアリング性能が磨かれており、特に走行性能は多くの車評論家・ユーザーから賞賛を受けた。3代目に引き続き車高を機械式立体駐車場に入庫可能な1,550mmに抑え、大都市圏の消費者を主なターゲットとした。しかし、モデル末期頃は大都市圏の消費者の間でいわゆる車離れが進んだこと、当代オデッセイはユーザーからステーションワゴンのような車だ、と認識されがちだったこと、また駐車場に制約の少ない地方都市ではその車高が敬遠され、全高が高いハイルーフタイプのミニバンに人気が集まるなど、販売面では苦戦を強いられ当車の良い面があまり理解されないまま、次代モデルにバトンタッチした。
2009年2月
ホンダのミニバンとして2車種目となる「国内累計販売台数100万台達成」を達成した。
2009年9月3日
一部改良。「M」をベースに装備内容を見直し、求めやすい価格設定にした「M・ファインスピリット」を追加。「M」は16インチアルミホイールとコンフォートビューパッケージの装備品を標準装備化（コンフォートビューパッケージについては「アブソルート」も標準装備化）。同時にこれら2グレードには「アブソルート」で採用されているエアロパーツや専用ブラック内装を施した「エアロパッケージ」も設定される。さらに、全グレードでHonda HDDインターナビシステム、マルチビューカメラシステム、テレビチューナーをパッケージングした「マルチナビパッケージ」を設定し、オプションカラーの「プレミアムナイトブルー・パール」を追加した。
2011年10月6日
マイナーチェンジ。フロントグリルやリアコンビネーションランプのデザインを変更し、テールランプとストップランプは前期型の電球からLEDに変更した。メーター内の照明色でエコドライブ度を確認できるコーチング機能を追加し、ECONスイッチが「アブソルート」にも装備された。安全面では3点式ELRシートベルトとヘッドレストを全席に備え、VSAを標準装備した。全グレードでの変更のほかに、各グレードでアルミホイールのデザイン変更やパドルシフトの採用（パドルシフトは「M エアロパッケージ」・「Li」に採用）、装備の充実化などを図った。グレード体系が変更となり、既存グレードは「M」・「M エアロパッケージ」・「Li」・「アブソルート」の4グレードに整理するとともに、グレージュの内装色を採用した最廉価グレード「M・S」を追加した。
2012年7月5日
一部改良。新グレードとして、Hondaインターナビ+リンクアップフリー+プログレッシブコマンダー+ETC車載器（ナビゲーション連動）、フロアカーペット、木目調リアドアパネルなどを標準装備した「MX」、「MX」の装備に18インチアルミホイールなどを追加した「MX・エアロパッケージ」を追加した。なお、この2グレードは「平成27年度燃費基準」を達成した。
2013年10月
生産終了。在庫対応分のみの販売となる。
2013年11月
5代目にバトンタッチして販売終了。

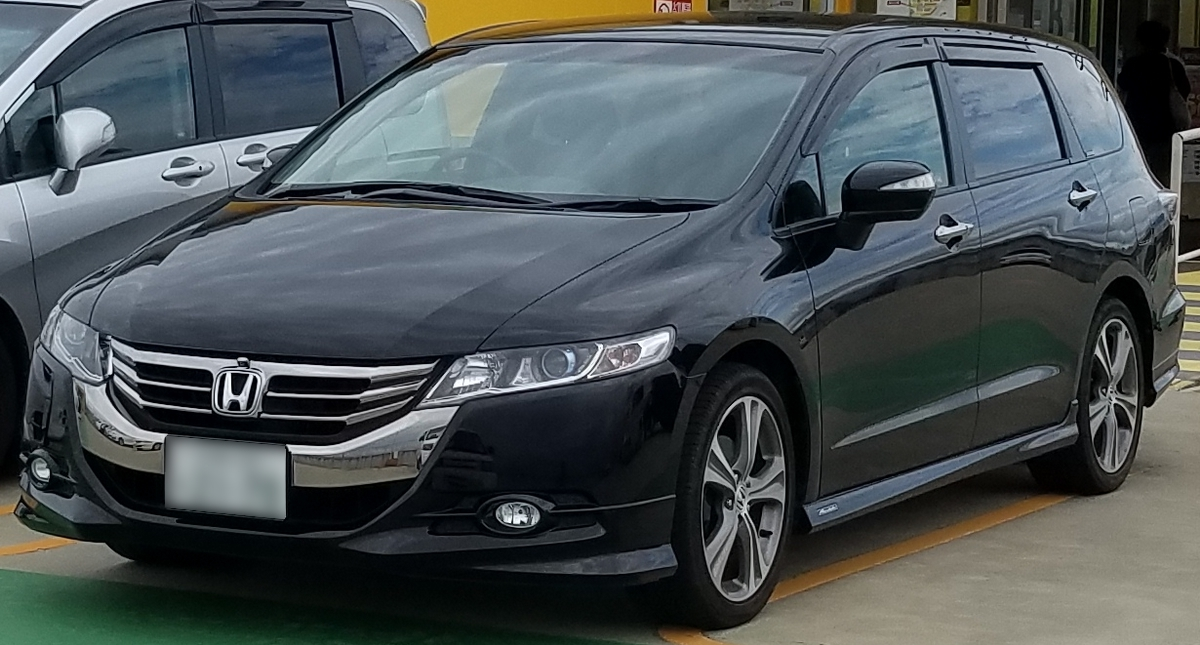
2011年10月改良型 アブソルート 前面
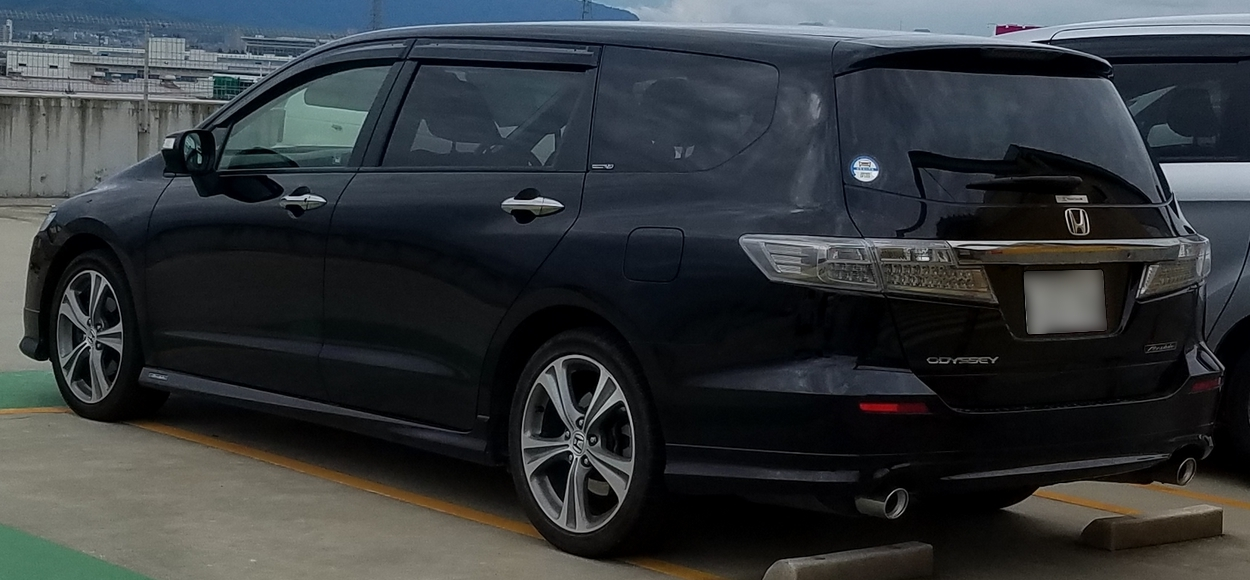
2011年10月改良型 アブソルート 後面
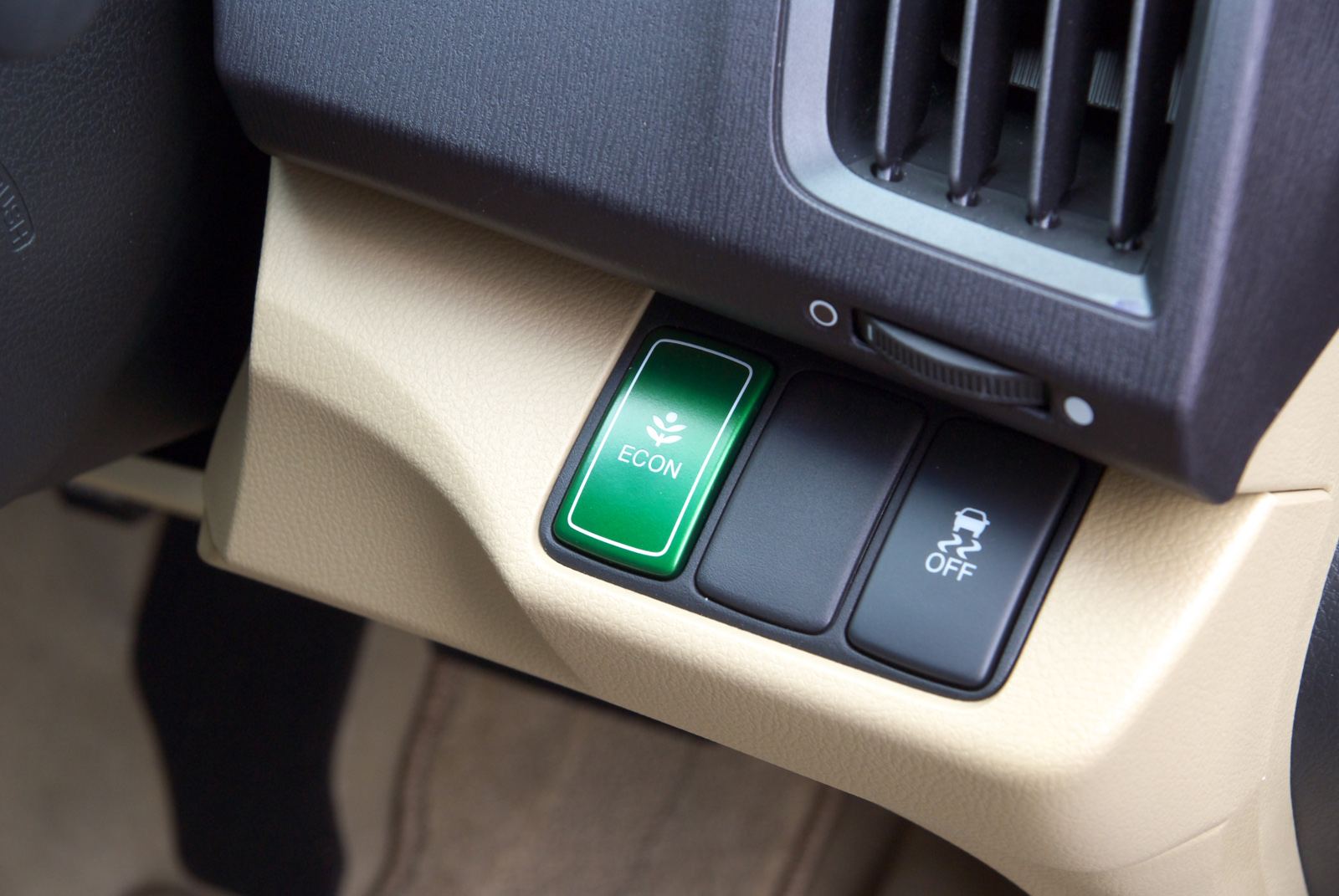
ECONボタン
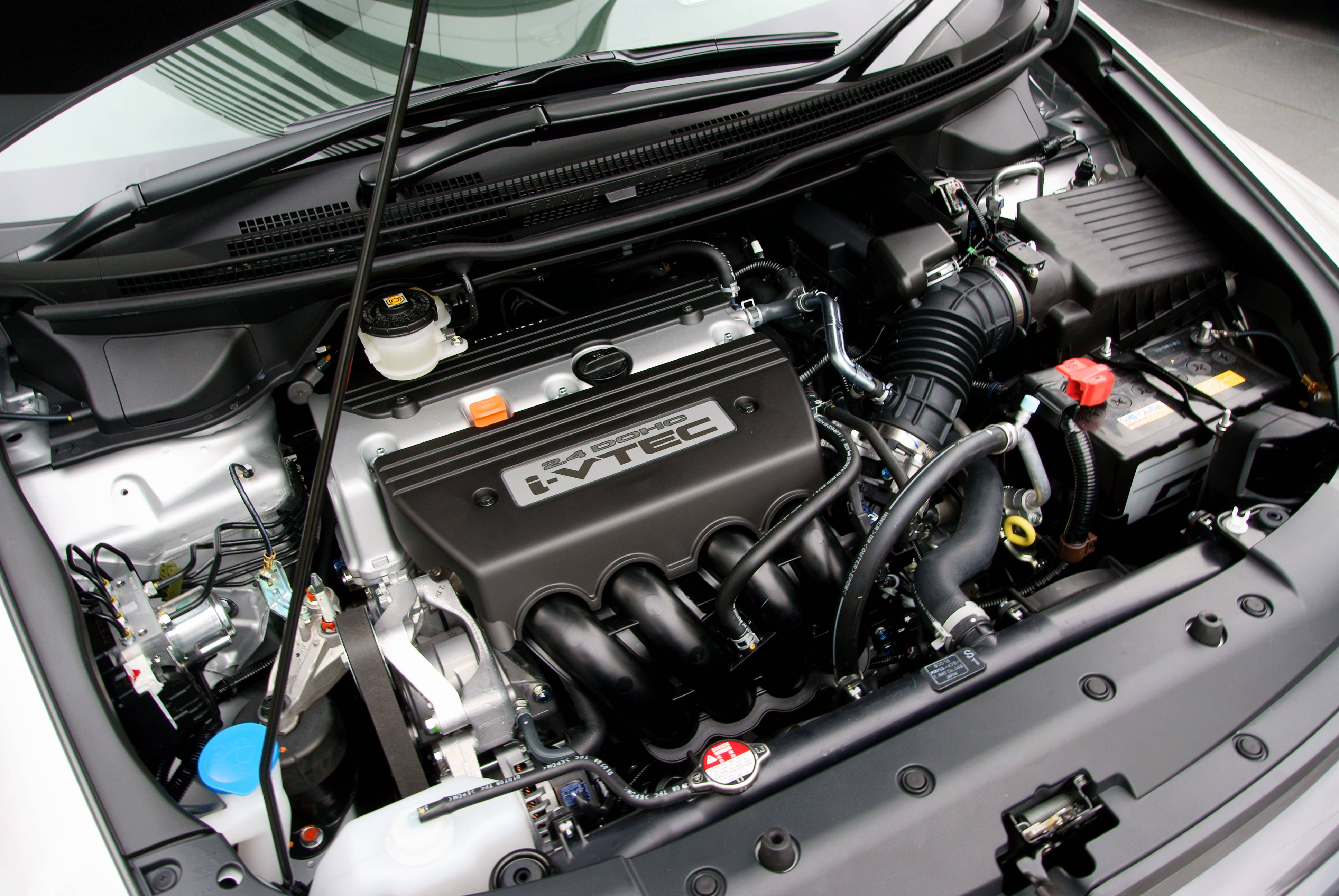
エンジンルーム内部（アブソルート）

### 4代目 北米仕様 RL5型（2010年 - 2017年）
2010年2月シカゴオートショーにおいて次期オデッセイコンセプトを発表し、2010年秋より2011年モデルとして発売された。生産はアメリカアラバマ工場（HMA）で行われる。
オデッセイとしては初めて、一から全てアメリカで開発を行ったため、開発チームでは「アメリカンオデッセイ」と呼んでいる。オデッセイのコアバリューを守りつつ、新たに室内の快適性と機能性、直感的使いやすさ、スタイリッシュで際立った外観の3つのテーマを追求したという。
ボディサイズはホイールベースこそ変わらないものの、全長5,154mm、全幅2,012mmとさらに大きくなった。スポーティーな外観とされ、全高が低くなったことでCd値も5.5%低減した。室内も広くなっており、1列目ではショルダールームが25mm増えている。
混雑した大規模駐車場にあって、100m離れていても他のミニバンやSUVと見分けが付くようなエクステリアデザインを目指し、稲妻をモチーフにしたベルトラインが採用された。
エンジンは先代に引き続きVCM仕様のJ35A型を採用している。トランスミッションは上位の「ツーリング」モデルでは、北米のホンダブランドで販売される車種としては初の6速ATが採用された。
ホイールサイズは先代より1インチ拡大され17インチ、上位モデルでは18インチとなり、ディスクブレーキも前後大径化された。可変容量パワーステアリング ポンプがホンダV6モデルとしては初採用された。
1列目から2列目のウォークスルー機能は、実際の使用率は非常に低いとの調査から、「EX」以上でセンタコンソールは折りたたみ式から取り外し式に変更された。これにより中央スペースに10ftの2x4スタッドも容易に積むことが可能となった。2列目シートは左右のシートがそれぞれ約38mm移動する「ワイドモード」を始めとする「3モード」デザインとなった（「LX」以外）。3列目ではスペアタイヤをフロントシート下部に移したことにより横幅が広がり、足元スペースも25mm増加した。シートはこれまでストラップとハンドルによる折りたたみだったものを、ストラップ一つでより簡単に折り畳めるようになった。パワースライドドア搭載モデルでは、開閉機構の改善により開口寸法が拡大し、乗り降りが容易になった。
「EX-L」以上には、ダッシュボード下部にエアコン冷風を利用した20ozペットボトル4本を収納できる「クールボックス」がある。上位モデルにはその他FM traffic、12スピーカーオーディオや、HDMI端子付16.2インチリアエンターテイメントシステムなどが新たに用意された。
2012年11月30日に韓国市場での発売を開始した。
2014年モデルではモデル中盤のリフレッシュが行われた。全グレードに6速ATが標準搭載となり、燃費が向上した。安全性についても次世代の衝突安全ボディ構造ACEを採用し、IIHSの安全性評価において、ミニバン初のTOP SAFETY PICK+を得た。
外観では黒で装飾した新デザインのヘッドライドやグリルを採用し、アルミニウムフードも新デザインとなった。リアもLEDテールライトがパイプ状に光る新デザインとなっている。サイドミラーはボディ同色となるほか、ドライバー側のミラーサイズを19％拡大し、視認性を向上させた。
インテリアもデザインのリファインが行われ、計器類のイルミネーションや照明も変更された。次世代のブルートゥース機能やPandraインターフェイスを標準搭載する。
「EX」以上ではLaneWatchブラインドスポットディスプレイ、「EX-L」以上では車線逸脱警報（LDW）、前方衝突警報（FCW）が追加される。
最上位ツーリングエリートモデルでは「HondaVAC」車載掃除機が搭載され、さらにオプションのアタッチメントとして車内で散髪が可能な「HondaHAIR」が用意される。

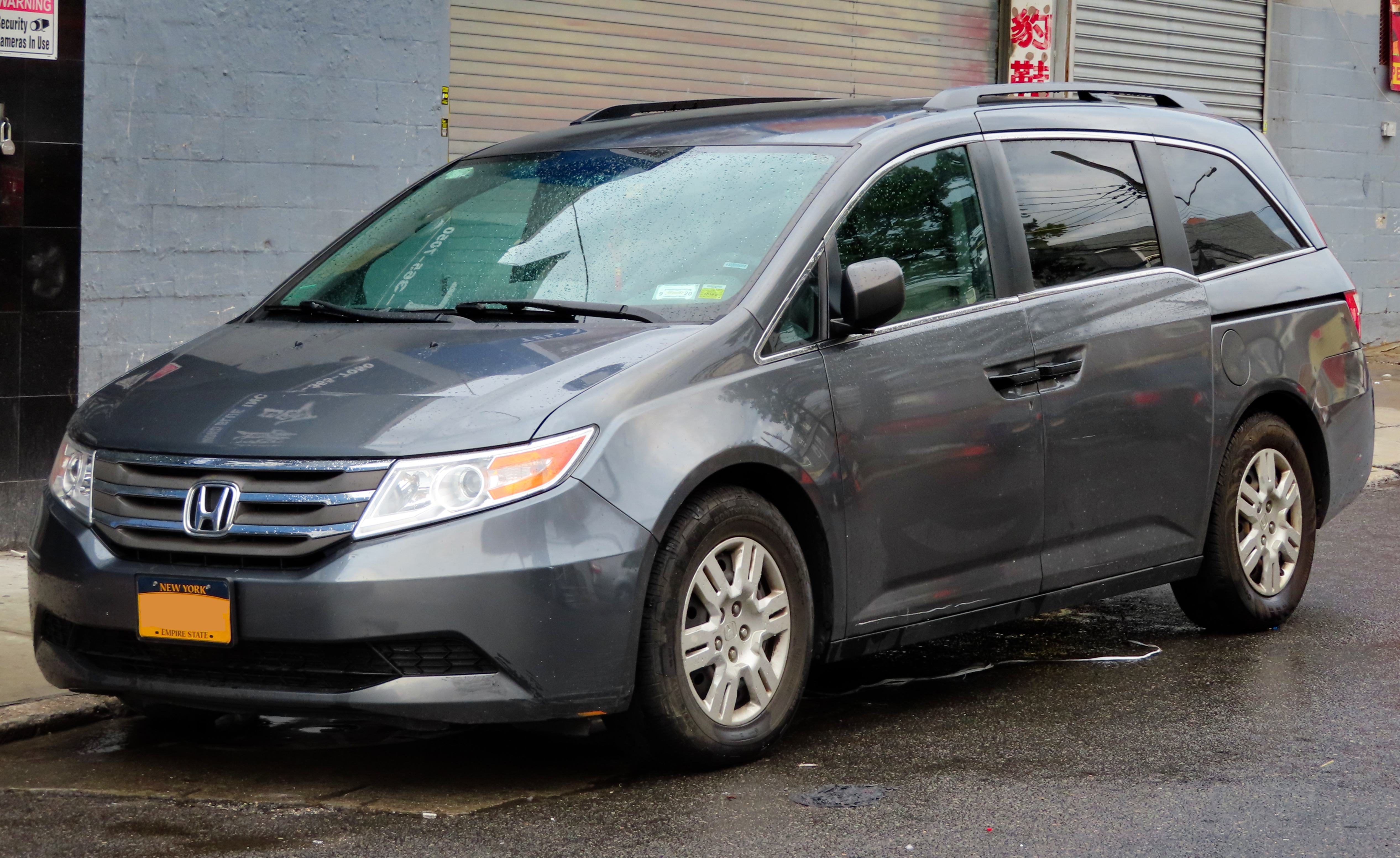
LX 3.5L（フロント）
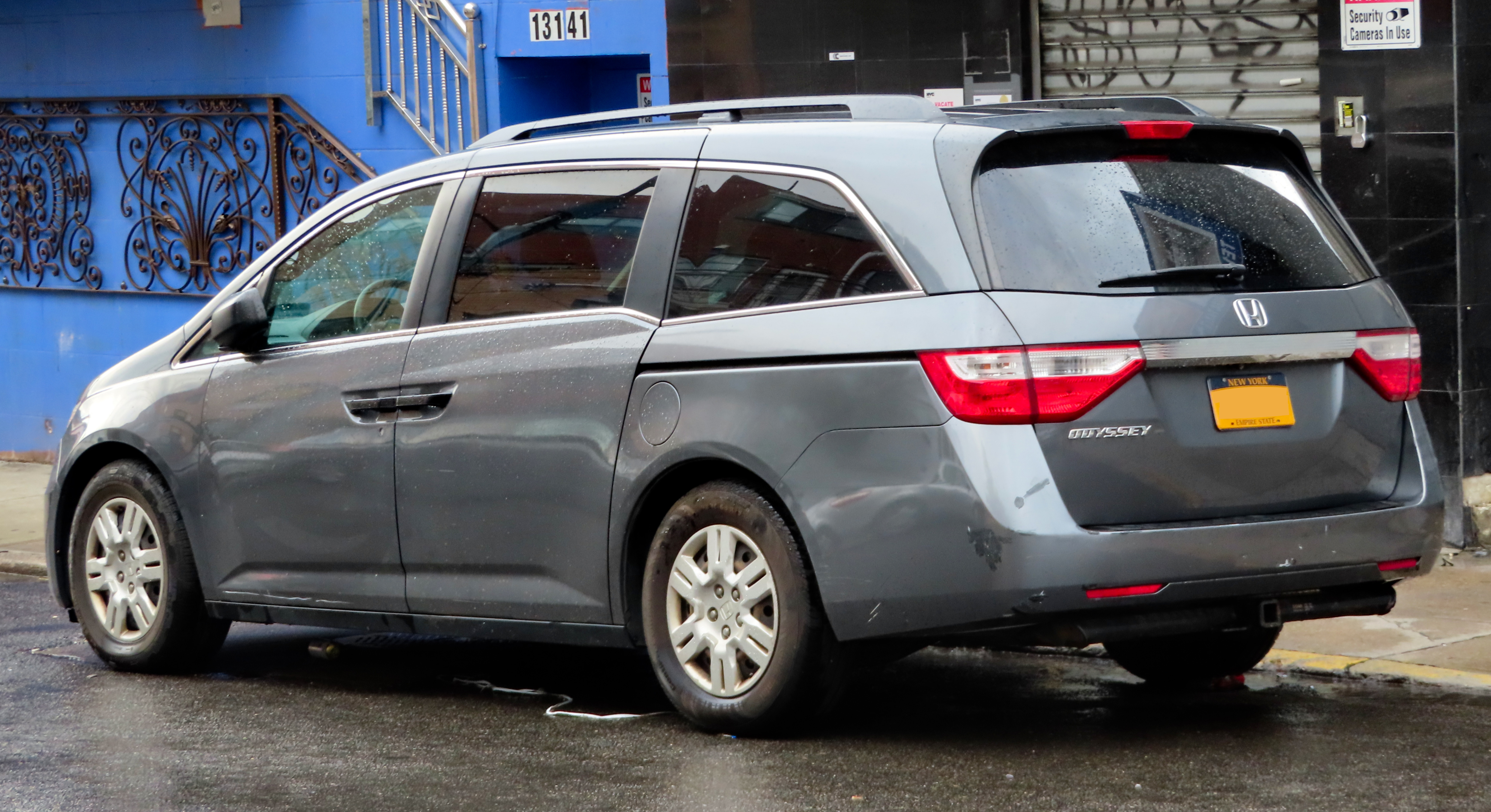
LX 3.5L（リア）

## 5代目 RC1/2/4/5型（2013年 - 2022年、2023年 - ）
2013年9月26日に5代目の公式ティーザーサイトを開設し、車両の一部仕様を公開した。先行公開された写真では、歴代初となる両側スライドドアの採用と、8人乗りの設定が明らかになった。11月1日から発売を開始した。
エクステリアは、2013年4月20日の上海モーターショーに出展されたコンセプトモデル「Concept M」に似たものとなっている。3代目以来の設計思想となる「超低床プラットフォーム」が大幅に刷新された。フロアの骨格構造だけでなく、フロア下の燃料タンクの薄型化や排気システムのレイアウトの工夫等によって低床化を徹底。セカンドシートのステップ位置で高さを先代モデルから60mm下げた300mmとし、全高を140-150mm上げた。これは超低床プラットフォームの採用により、全高を高めてもオデッセイらしい走りを実現できると判断したためである。また、大開口タイプのメッキフロントグリルを採用し、スポーツグレードの「ABSOLUTE（アブソルート）」ではフロントメッキグリルの真下にメッキバーを3本配置し、エアロバンパーやドアロアガーニッシュの下部にクローム調モールを配置した。リアのエンブレムはリアライセンスガーニッシュ上に移動し、一体成型デザインとなった。
インテリアは、インパネにソフトパッドを採用。3列目シートは3人掛けでリクライニング構造を3分割し、左右席と中央席でリクライニング角度を変えることで、各乗員の肩に触れることなく3名が座れるように工夫された。2列目シートは乗員人数によって異なり、従来からの7人乗り仕様はシートバックを倒すと連動でシートクッション前面の角度が持ち上がる構造となり、内蔵式オットマン・中折れ機構付シートバック・ロングスライド機構を備えたプレミアムクレードルシートが採用された。新設の8人乗り仕様は、6:4分割スライドシートが採用された。なお、「G」と「ABSOLUTE」のFF車は7人乗り仕様・8人乗り仕様の選択が可能で、EX系は7人乗り仕様のみ、「B」のFF車及び全グレードの4WD車は8人乗り仕様のみの設定である。また、EX系はメーカーオプションで本革シートの設定が可能である。
エンジンは、次世代環境技術「EARTH DREAMS TECHNOLOGY（アース・ドリームス・テクノロジー）」を投入し、新開発のK24W型を採用した。「アブソルート」は、これまでのプレミアムガソリン仕様から無鉛レギュラーガソリン仕様に変更した。同型エンジンを直噴化することによって、出力は標準の175PSから190PS（4WDは185PS）に向上した。組み合わされるトランスミッションはCVTとなり、併せてドライブ・バイ・ワイヤとCVTの協調制御「G-design Shift」を採用した。「アブソルート」は7スピードモード+パドルシフトが備わった。なお、燃費向上により、「B」は「平成27年度燃費基準」を、「B」を除くFF車・8人乗り仕様と4WD車は「平成27年度燃費基準+10%」を、FF車・7人乗り仕様は「平成27年度燃費基準+20%」をそれぞれ達成した。
足回りは、プラットフォームの刷新に伴い、形式を大幅に変更した。アームやロッド類などの剛性を強化し、前後にZFザックス製の振幅感応型ダンパーを採用した。その他、液封コンプライアンスブッシュの採用、リアダンパーマウントを入力分離式に、バネ下重量の低減など改良箇所は多岐にわたる。
装備面は、自動ブレーキによる支援で衝突の回避や軽減を図る「低速域衝突軽減ブレーキ」と前方に障害物がある状況でアクセルペダルを踏み込んだ場合に急な発進を防止する「誤発進抑制機能」で構成される「シティブレーキアクティブシステム」と、1列目シート用i-サイドエアバッグシステムとサイドカーテンエアバッグシステムをセットにした「あんしんパッケージ」を新たに設定した。EX系は、衝突の危険がある場合に回避や被害軽減を図る「衝突軽減ブレーキ（CMBS、E-プリテンショナー付）」をメーカーオプションに設定。「G・EX」・「ABSOLUTE」・「ABSOLUTE・EX」にはカメラで駐車枠を自動認識し、バックや縦列での駐車時にステアリングが自動で回転して運転操作をアシストする「Hondaスマートパーキングアシストシステム」もメーカーオプションに設定した。
タイプ体系は標準モデルと「ABSOLUTE」の2本立て構成を継続した。標準モデルはベーシックグレードの「B」、快適装備をプラスした充実グレードの「G」、上級グレードの「G・EX」の3タイプ。「アブソルート」は「G」の仕様内容をベースとした「ABSOLUTE」と、最上位モデルの「ABSOLUTE・EX」の2タイプ。

### 年表
2014年5月15日
新グレード「G・エアロパッケージ」を追加（6月5日発売）。主な装備内容は「ABSOLUTE」と同デザインの大開口フロントグリル（クロームメッキ）をはじめ、エアロダイナミクス・カラードバンパーとドアロアガーニッシュ、17インチアルミホイール、ブラックカラーのファブリックを採用するインテリアなど。同時に、「G・EX」と「ABSOLUTE・EX」にディーラーオプションのHonda純正ナビを手軽に装着できる「ナビ装着用スペシャルパッケージ」を標準装備した。
2014年8月7日
中華人民共和国で広汽本田汽車が新型オデッセイ（奥徳賽）を発売開始。
2014年9月
香港にて販売開始。日本仕様の「ABSOLUTE」に相当するモノグレード設定となる。
2014年10月17日
発売20周年を記念した特別仕様車「ABSOLUTE・20th Anniversary」を発売。
外観は、大開口フロントグリルをベルリナ・ブラック（最上部はダーククロムメッキ）に、通常はロゴ同色のリアエンブレムをブラッククロームメッキに、17インチアルミホイールは専用デザインにそれぞれ変更し、ベルリナ・ブラックのフォグライトリングと20th Anniversary 専用エンブレム（リアドア左右）を装着。内装はコンビシート（プライムスムース×ファブリック）のファブリックをブラックからバイオレットに、専用照明メーターの照明色をレッドからバイオレットにそれぞれ変更した。装備面では運転席8ウェイパワーシートと2列目大型ロールサンシェードを特別装備したほか、通常はオプション設定となっているナビ装着用スペシャルパッケージ+ETC車載器（FF車・8人乗り仕様と4WD車に特別装備、FF車・7人乗り仕様はベース車に標準装備）、あんしんパッケージ（FF車・8人乗り仕様のみ特別装備、FF車・7人乗り仕様と4WD車はベース車に標準装備）、Cパッケージ（リア右側パワースライドドア、LEDルームランプ、LEDアウターウェルカムライト。コンフォートビューパッケージはFF車のみ特別装備(4WD車はベース車に標準装備)、LEDヘッドライトはベース車に標準装備）を特別装備した。
2015年1月22日
一部改良（1月23日発売）。
従来はEX系にメーカーオプション設定されていた衝突軽減ブレーキ<CMBS>や誤発進抑制機能に、先行車発進お知らせ機能、標識認識機能、LKAS<車線維持支援システム>、路外逸脱抑制機能、ACC（アダプティブ・クルーズ・コントロール）を追加し、ミリ波レーダーに加えてフロントウィンドウ内上部に単眼カメラを設置した安全運転支援システム「Honda SENSING（ホンダ センシング）」をEX系、「ABSOLUTE」のFF・7人乗り仕様と4WD車に標準装備、「G」、「G・エアロパッケージ」及び「ABSOLUTE」のFF車・8人乗り仕様にメーカーオプション設定した。
なお、従来メーカーオプションに設定されていた「あんしんパッケージ」は「Honda SENSING」の設定に伴ってシティブレーキアクティブシステムが廃止されたため、1列目シート用i-サイドエアバッグシステム<容量変化タイプ>+サイドカーテンエアバッグシステム<1〜3列目シート対応>に変更した。
また、タイプ体系を一部変更し、特別仕様車として発売されていた「ABSOLUTE・20th Anniversary」は前述の「Honda SENSING」を標準装備する改良を受け、「ABSOLUTE・20th Anniversaryパッケージ」としてラインナップされた一方、最廉価タイプの「B」を廃止した。
2015年6月17日
台湾向けを発表。同月19日より販売を開始した。グレードは日本向けの「ABSOLUTE」に相当する「2.4APEX」と「G・EX」に相当する「2.4ELITE」の2種類。
2015年9月17日
特別仕様車「ABSOLUTE・Advance」、「ABSOLUTE・EX Advance」を設定（9月18日発売）。
「ABSOLUTE」及び「ABSOLUTE・EX」をベースに、2タイプ共通でマルチビューカメラシステム、Hondaスマートパーキングアシストシステム、Honda インターナビ+リンクアップフリー+ETC車載器、IRカット<遮熱>ガラス（フロントウインドウ&フロントドア）+スーパーUVカットガラス（フロントドア）を装備したほか、「ABSOLUTE・Advance」には、「ABSOLUTE・20th Anniversary」と同一デザインの専用エクステリア（ベルリナ・ブラック大開口フロントグリル&フォグライトリング、17インチアルミホイール）と専用インテリア（コンビシート<プライムスムース×ファブリック>、バイオレット照明メーター）、Cパッケージ（右側パワースライドドア、LEDルームランプ、コンフォートビューパッケージ、LEDアウターウエルカムライト）、運転席8ウェイパワーシートも装備し、さらに、FF車・8人乗り仕様には、FF車・7人乗り仕様と4WD車に標準装備されている「Honda SENSING」、1列目シート用i-サイドエアバッグシステム+サイドカーテンエアバッグシステム、マルチインフォメーション・ディスプレイも装備。「ABSOLUTE・EX Advance」には後退出庫サポートとリアエンターテインメントシステム（9インチワイドディスプレイ<格納式>、間接照明、ワイヤレスリモコン）も装備した。
2015年11月20日
東風本田汽車が広州国際モーターショーにて2代目「エリシオン」を発表。オデッセイとはデザインが異なる姉妹車である。
2015年12月25日
ハイブリッドモデルを2016年2月から発売することを発表、ホームページで先行公開を行った。
2016年2月4日
ハイブリッドモデルを追加。併せて、ガソリンモデルを一部改良（2月5日発売）。
ハイブリッドモデルはHondaの上級ミニバンでは初採用となる「SPORTS HYBRID i-MMD」を搭載し、モーターは構造を巻線方式に刷新することで従来型よりも小型・軽量化を図りながらも高トルク・高出力化を実現しており、リチウムイオンバッテリーを1列目シート床下にコンパクト配置することでガソリンモデルと変わりない広い室内空間と使い勝手を実現している。ハイブリッドのシステム最高出力は215PS。ガソリンモデル同様、標準モデルの「オデッセイ ハイブリッド」とドレスアップモデルの「オデッセイ ハイブリッド アブソルート」の2本立てで用意されており、標準タイプは「HYBRID」と「HYBRID ABSOLUTE Honda SENSING」で、それぞれのタイプに「EXパッケージ」と「Advancedパッケージ」が設定される。
ガソリンモデルは運転席大型アームレスト（「EX Honda SENSING」系に装備）やプラズマクラスター技術搭載フルオートエアコンディショナー（「G」と「ABSOLUTE」を除く全タイプに装備）などの快適装備を充実した。また、タイプ体系の見直しを行い、標準モデルは「G」と「G EX Honda SENSING」の2タイプに、アブソルートは「ABSOLUTE」・「ABSOLUTE X Honda SENSING」・「ABSOLUTE X Honda SENSING Advancedパッケージ」・「ABSOLUTE EX Honda SENSING」の4タイプとなった。
2017年11月16日
マイナーモデルチェンジ（11月17日発売）。
既採用の「Honda SENSING」において、新たに歩行者事故低減ステアリングが追加されるとともに、ハイブリッドモデルはACCに渋滞追従機能が追加。また、これまでメーカーオプション設定だったタイプにも拡大され、全タイプ標準装備となった。
外観はフロントフェイス（バンパー・グリル）やアルミホイールのデザインが変更され、フォグライトをLED化して全タイプに標準装備された。リアライセンスガーニッシュもデザインが変更された為、車名ロゴが4代目以来となるエンブレムに戻ってリア左下に装着され、「ABSOLUTE」系（ガソリンモデル・ハイブリッドモデル問わず）はリア右下に「ABSOLUTE」エンブレムが装着された。ボディカラーは「ホワイトオーキッド・パール（オプションカラー）」と「モダンスティール・メタリック」を「コバルトブルー・パール」と「プラチナホワイト・パール（オプションカラー）」に入れ替えた。
タイプ体系が変更され、ハイブリッドモデルは「HYBRID」と「HYBRID ABSOLUTE Honda SENSING EXパッケージ」を「HYBRID Honda SENSING」と「HYBRID ABSOLUTE・EX Honda SENSING」にそれぞれ改名され、「HYBRID」の「Advancedパッケージ」と「EXパッケージ」及び「HYBRID ABSOLUTE Honda SENSING Advancedパッケージ」が廃止された。ガソリンモデルは「G」系を2016年2月の一部改良時に廃止されていた「エアロ(AERO)」の名称を復活した「G・AERO Honda SENSING」に集約、「ABSOLUTE」系は継続設定の「ABSOLUTE・EX Honda SENSING」以外のタイプを「ABSOLUTE Honda SENSING」に集約された。これにより、ハイブリッドモデル・ガソリンモデル共に標準モデル1タイプ・「ABSOLUTE」2タイプの計3タイプに統一された。
なお、ハイブリッドモデルは「平成30年排出ガス基準75%低減レベル（☆☆☆☆☆）」認定とWLTCモードの認可を新たに取得した。
2019年11月
仕様変更。
ボディカラーの設定が変更され、黒系は「クリスタルブラック・パール」から「プレミアムスパークルブラック・パール（有料色）」に入れ替え、「コバルトブルー・パール」、「プレミアムスパイスパープル・パール（有料色）」の2色を廃止、「モダンスティール・メタリック」を追加し、6色（「ABSOLUTE」専用色1色を含む）に整理された。
ガソリンモデルはWLTCモードによる燃料消費率並びに排出ガスに対応し、ハイブリッドモデル同様に「平成30年排出ガス基準75%低減レベル（☆☆☆☆☆）」認定を取得した。
2020年11月5日
2度目のマイナーモデルチェンジが発表された（11月6日発売）。
外観はフロントフェイスが刷新され、フードに厚みを増し、グリルが大型化され、ヘッドライトを薄型化。リアコンビランプは立体的なデザインとなり、メッキ加飾が施され、前後ウインカーはシーケンシャルターンシグナルランプとした。ボディカラーは「プレミアムディープロッソ・パール（有料色）」と「モダンスティール・メタリック」の2色を廃止する替わりに、新色の「オブシダンブルー・パール」を追加し、5色に整理された。
内装はインストルメントパネルのデザインが変更され、加飾パネルを上部に、ソフトパッドを手に触れる位置に配置。コンビメーターパネル内の高精細フルカラー液晶を3.5インチから7インチに大型化され、ドリンクホルダーを運転席側（収納式）にも追加、リッド付インパネアッパーボックスを設けるなど収納性能を改善した。
機能面では、日本国内で初となる流れる光に手をかざしてパワースライドドアの開閉操作を行うジェスチャーコントロール・パワースライドドアを採用、Honda車で初採用となるパワースライドドアが閉まりきるのを待たずにドアクローズ後の施錠が可能な予約ロック機能が標準装備されたほか、EXタイプでは、リアバンパーの下に足先を出し入れするだけでテールゲートの開閉が可能で、スイッチ操作で開閉途中のテールゲートの保持や開く高さの設定変更も可能なハンズフリーアクセスパワーテールゲートも装備。「Honda SENSING」も機能強化され、後方に障害物があるにもかかわらずアクセルペダルを踏み込んだ場合にパワーシステムを抑制することで急発進を防止する後方誤発進抑制機能が追加された。
ラインナップがスポーツ仕様の「ABSOLUTE」のみに集約され、タイプ名称も「ABSOLUTE・Honda SENSING」から「ABSOLUTE」に、「ABSOLUTE・EX Honda SENSING」から「ABSOLUTE EX」にそれぞれ改名するとともに、ハイブリッドモデルは2モーターハイブリッドシステムの呼称をグローバル統一呼称の「e:HEV（イーエイチイーブイ）」に改めたことに伴い、「HYBRID ABSOLUTE Honda SENSING」は「e:HEV ABSOLUTE」に、「HYBRID ABSOLUTE・EX Honda SENSING」は「e:HEV ABSOLUTE EX」にそれぞれ改名され、左右サイドフェンダーに装着されていた「HYBRID」エンブレムが省かれ、リア右下の「ABSOLUTE」エンブレムの下に配置されるエンブレムが「e:HEV」エンブレムへ変更。また、ガソリンモデルに設定されている福祉車両のサイドリフトアップシート車と助手席リフトアップシート車は従来の「G・AERO Honda SENSING」から「ABSOLUTE」に変更された。
2021年4月
仕様変更。「e:HEV ABSOLUTE EX」が2030年度燃費基準を達成した（「e:HEV ABSOLUTE」は「2030年度燃費基準95%達成」）。
2021年6月15日
同年12月末の狭山工場の閉鎖に伴い、日本仕様車の生産を終了することが発表された。
2021年12月24日
生産終了。以降は流通在庫のみの販売となる。中国市場においては引き続き生産される。
2022年9月
在庫対応分が全て完売し販売終了。公式サイトからも削除され､今まで販売したクルマ(中古車カタログ)へ移動した｡28年の歴史に一旦幕を下ろした｡
2023年4月7日
同年冬の販売再開に先駆けてホームページ上に先行情報が公開され、今秋に先行予約が開始されることが発表された。
2023年12月7日
一部改良モデルとして正式発表され、約1年3ヶ月ぶりに国内販売を再開（翌12月8日発売）。
販売再開に際しては広汽本田汽車を製造事業者とする輸入販売の形態が採られる。中華人民共和国からの輸入はホンダの四輪車としては初めてのケースとなる。また、車両型式はRC5型へ変更される。
タイプ体系をe:HEVモデルの「e:HEV ABSOLUTE」と「e:HEV ABSOLUTE・EX」のみに集約するとともに、最上位モデルとなる「e:HEV ABSOLUTE・EX BLACK EDITION」を追加した3タイプ体系となった。
フロントグリルはグリル開口部が拡大され、水平基調のメッキバーを5本に増やしたうえで突起状のデザインと組み合わせた意匠へ変更。フロントのHondaエンブレムをより前方に配置された。「e:HEV ABSOLUTE・EX BLACK EDITION」では、フロントグリルをブラッククロームメッキ、リアコンビランプをブラックスモークレンズ、18インチアルミホイールをマットベルリナブラック、ルーフやピラーライニングをブラックにするなど、内外装の随所にブラック加飾が採り入れられた。
2列目は4ウェイパワーシートとなり、オットマンとリクライニング操作を電動化。また、シートヒーター、折りたたみ式センターテーブル、ミニテーブル付アームレスト、USBチャージャー（Type-C）が新たに標準装備された。アクセルオフ時の減速感を3段階で調節可能な減速セレクターやオデッセイでは初採用となるエレクトニックギアセレクターも装備された。
「Honde SENSING」は近距離衝突軽減ブレーキ、オートハイビーム、急アクセル抑制機能を追加するとともに、衝突被害ブレーキはフロントカメラが広角化されたことで交差車両、右折時の対向車、横断自転車、二輪車、夜間の歩行者の検知が可能となった。
オデッセイでは初となる車載通信モジュール「Honda CONNECT」も導入され、サブスクリプションサービスの「Honda Total Care プレミアム」の利用が可能となった。
ボディカラーは旧モデル（2020年11月マイナーチェンジモデル）からプラチナホワイト・パールとプレミアムヴィーナスブラック・パールの有料色2色が踏襲され、黒系は有料色のプレミアムスパークルブラック・パールから無償設定のフォーマルブラックに差し替え。「e:HEV ABSOLUTE・EX」専用色となるメテオロイドグレー・メタリック（有料色）を加えた4色展開となった。

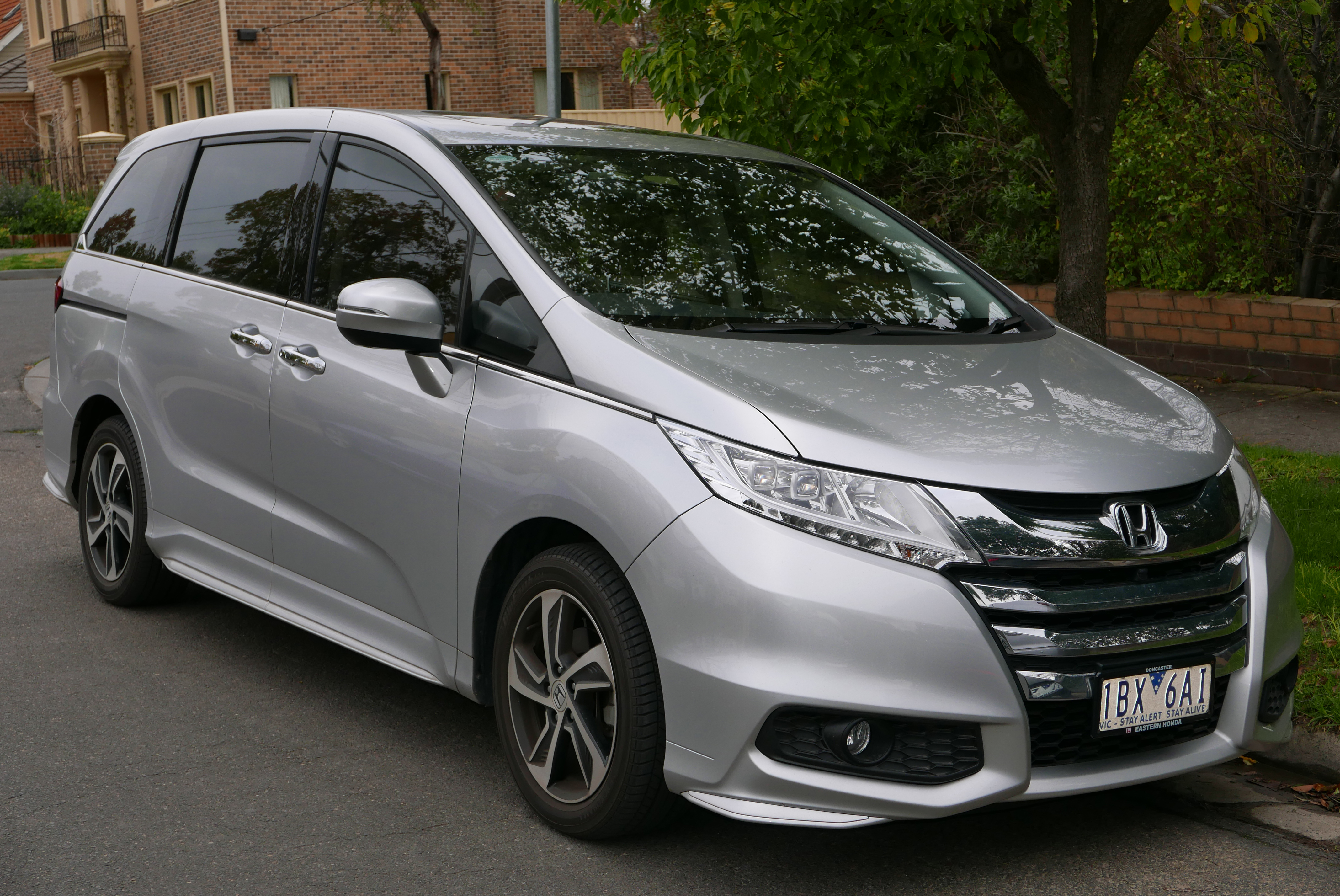
2013年11月初期型 オーストラリア仕様 フロント
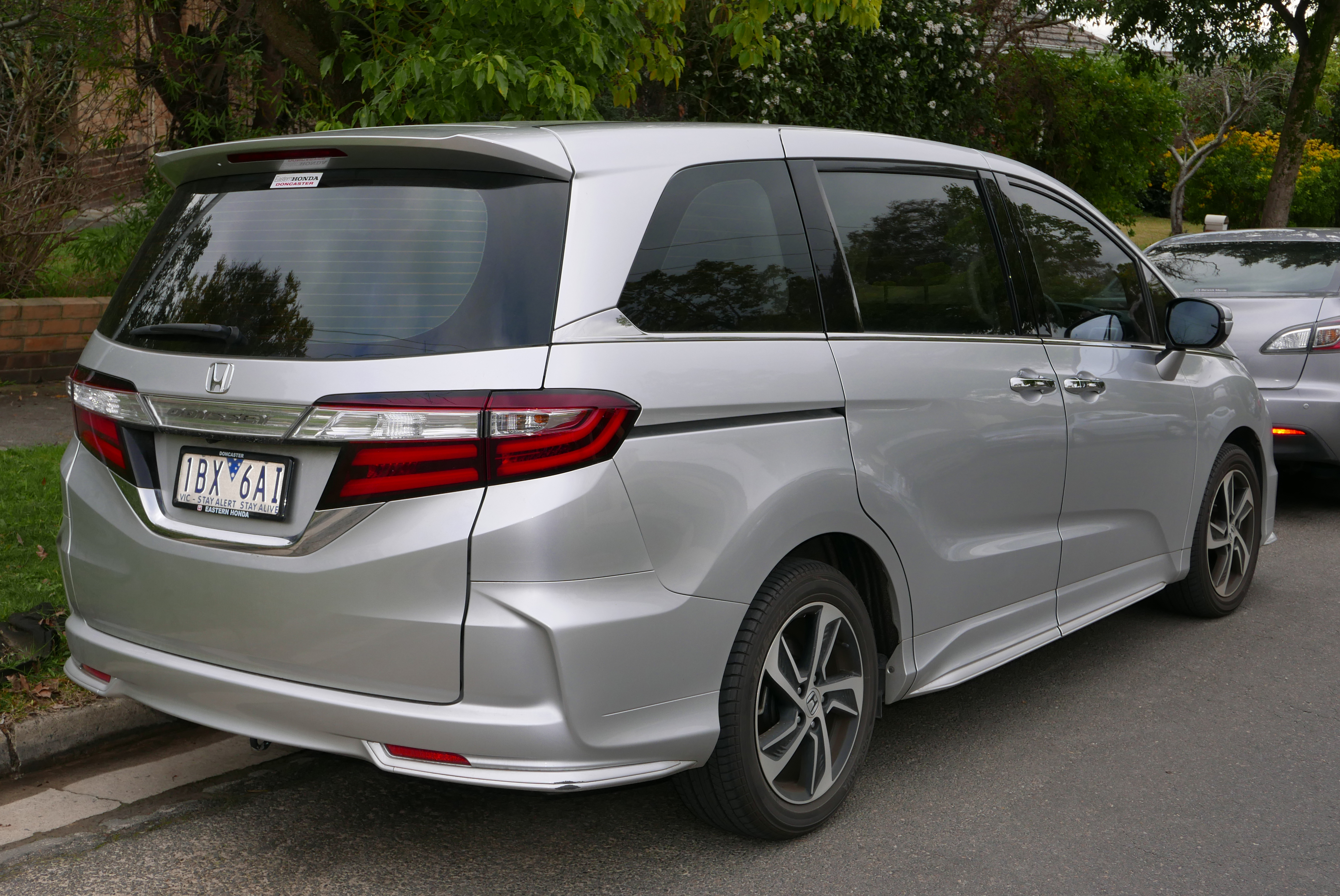
2013年11月初期型 オーストラリア仕様 リア
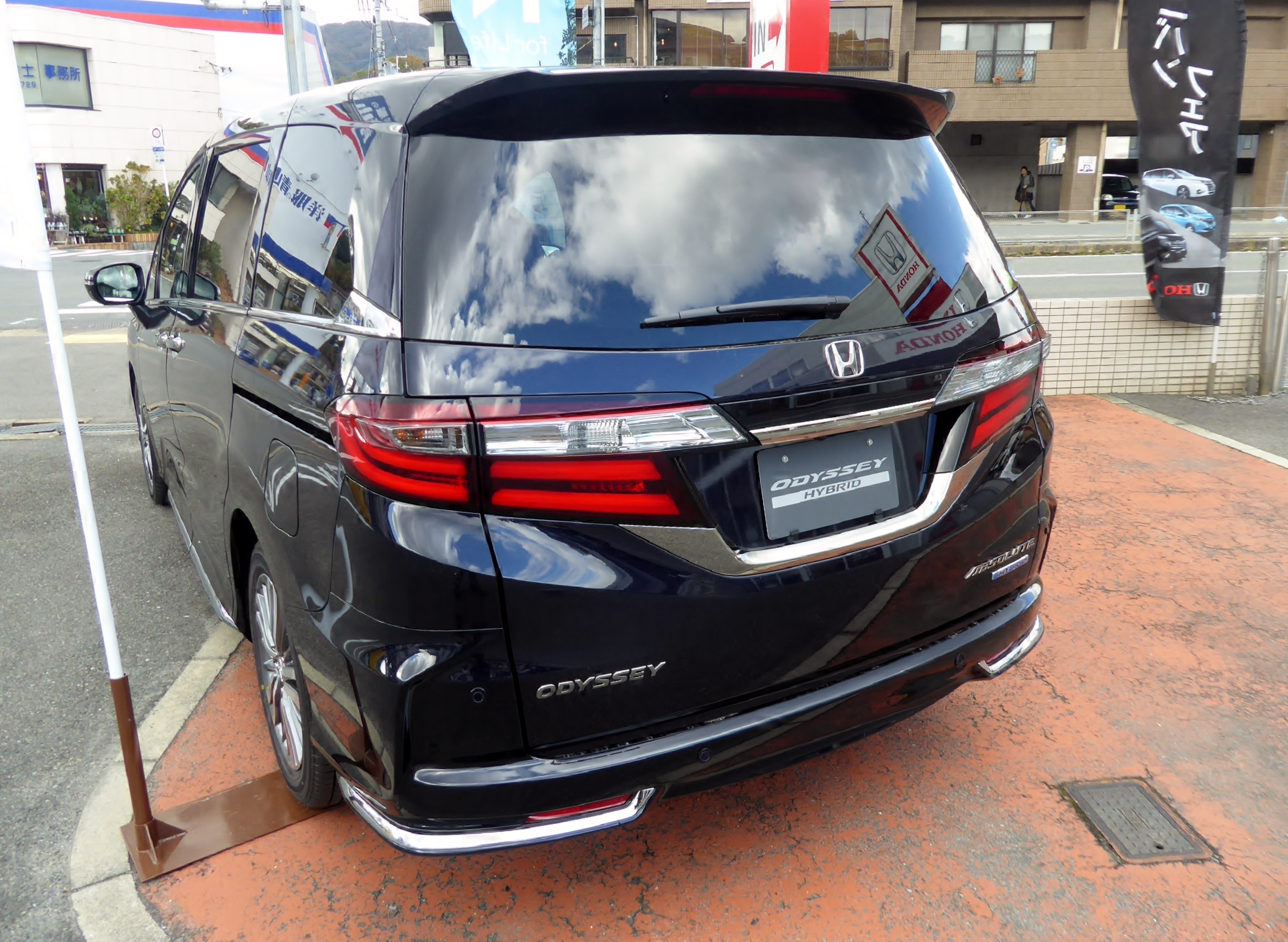
2017年11月改良型 HYBRID ABSOLUTE・EX Honda SENSING 後面
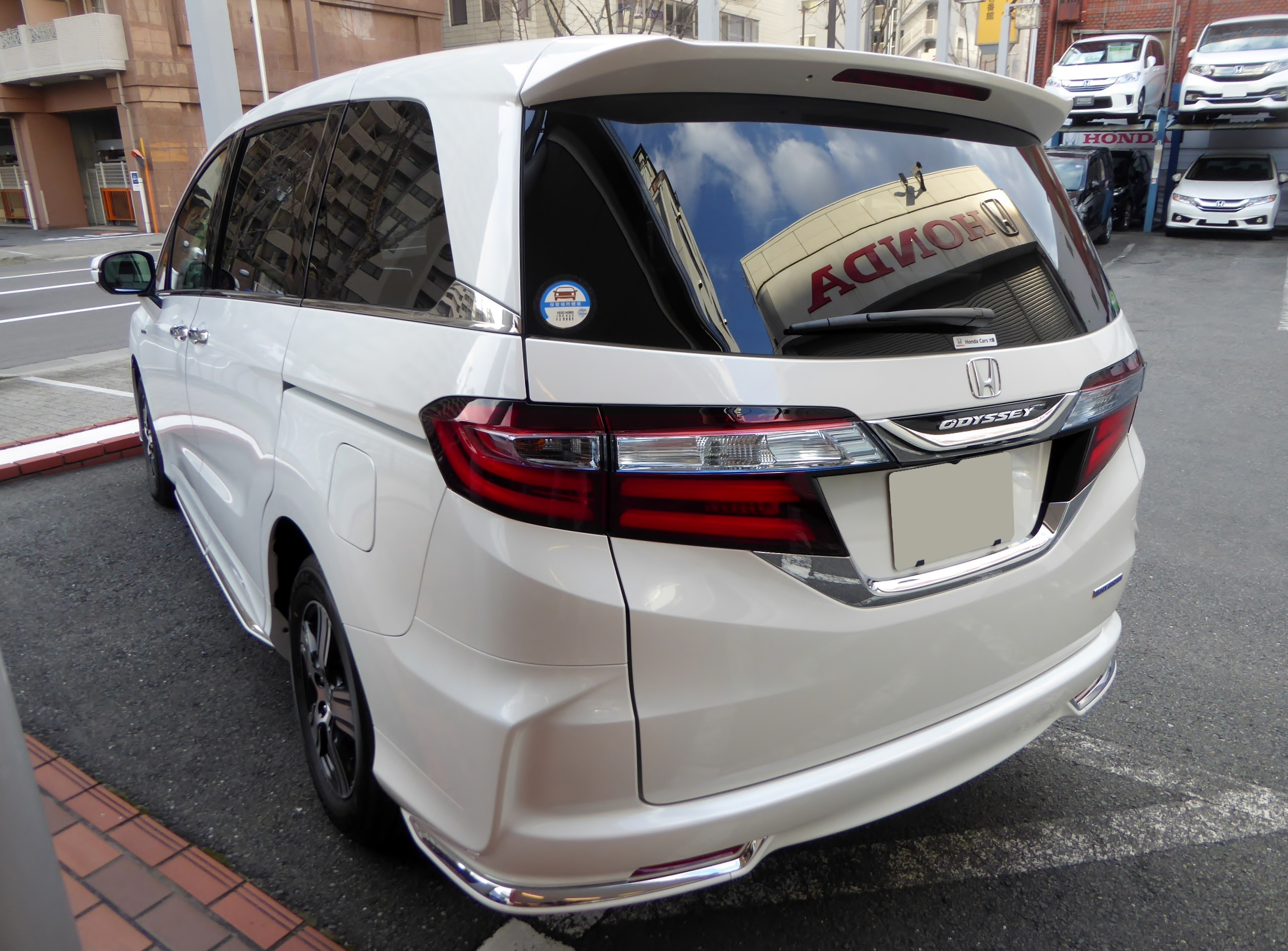
2013年11月初期型 HYBRID・EX Package 後面
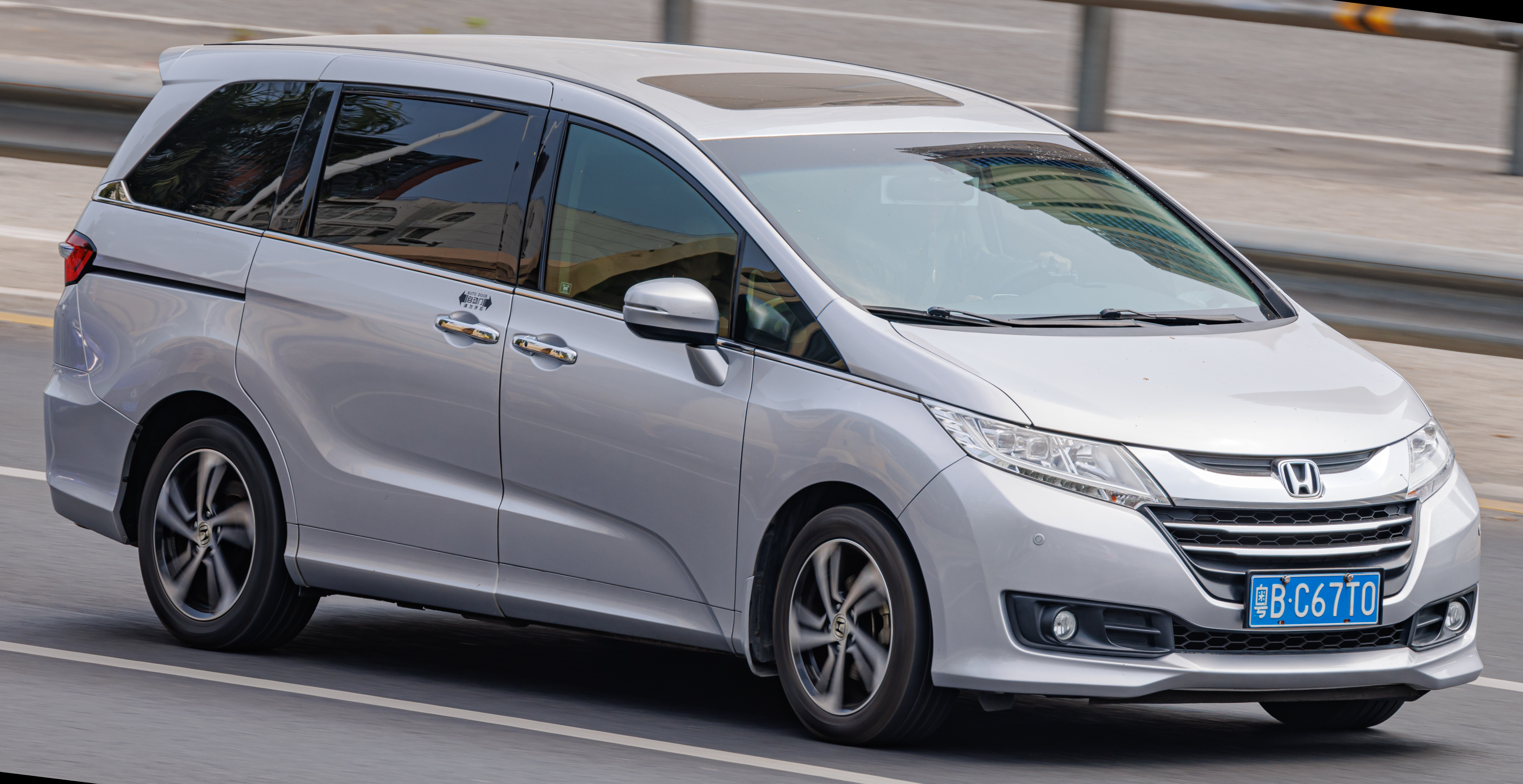
中国仕様初期型
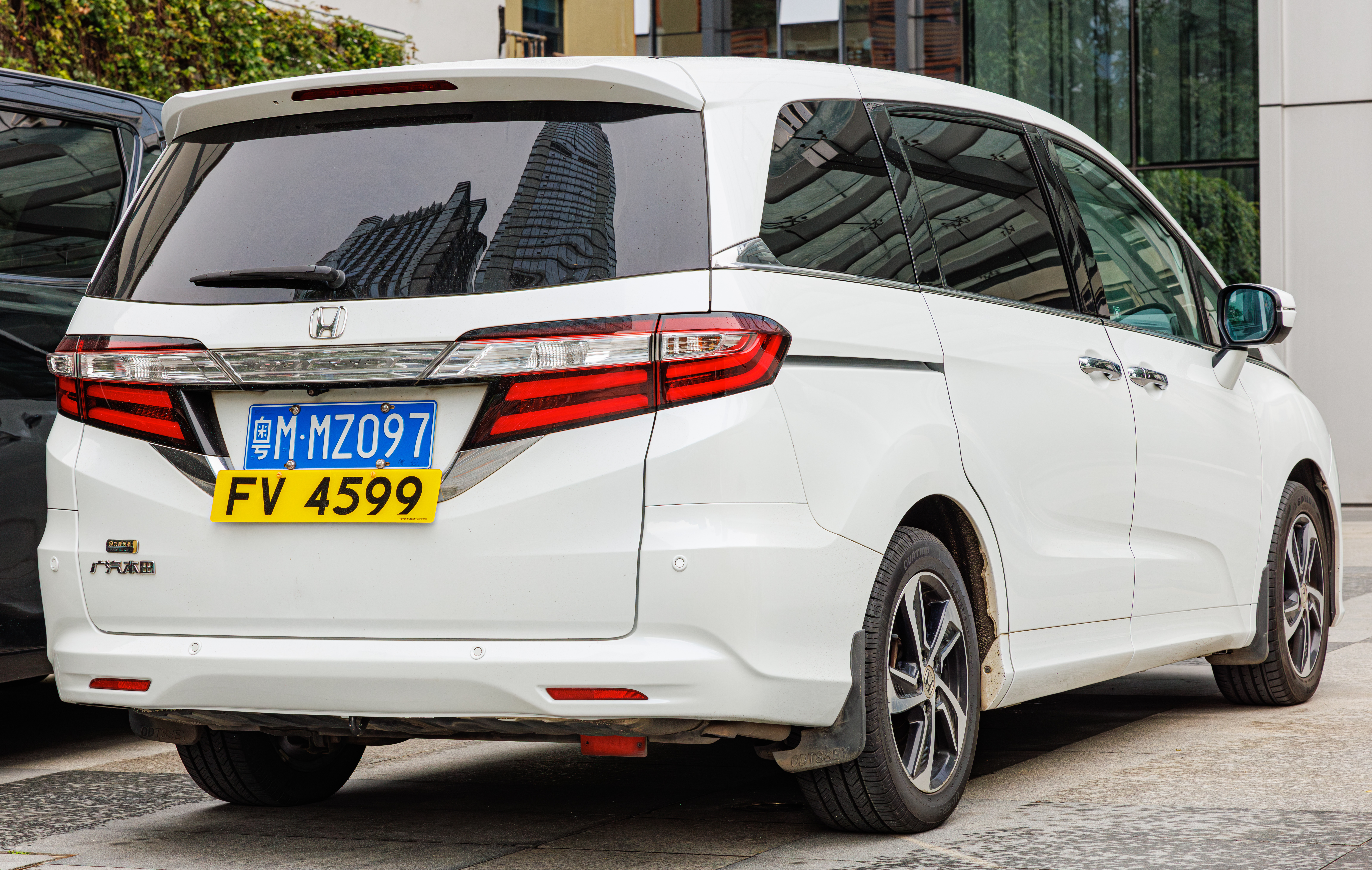
中国仕様初期型 後面
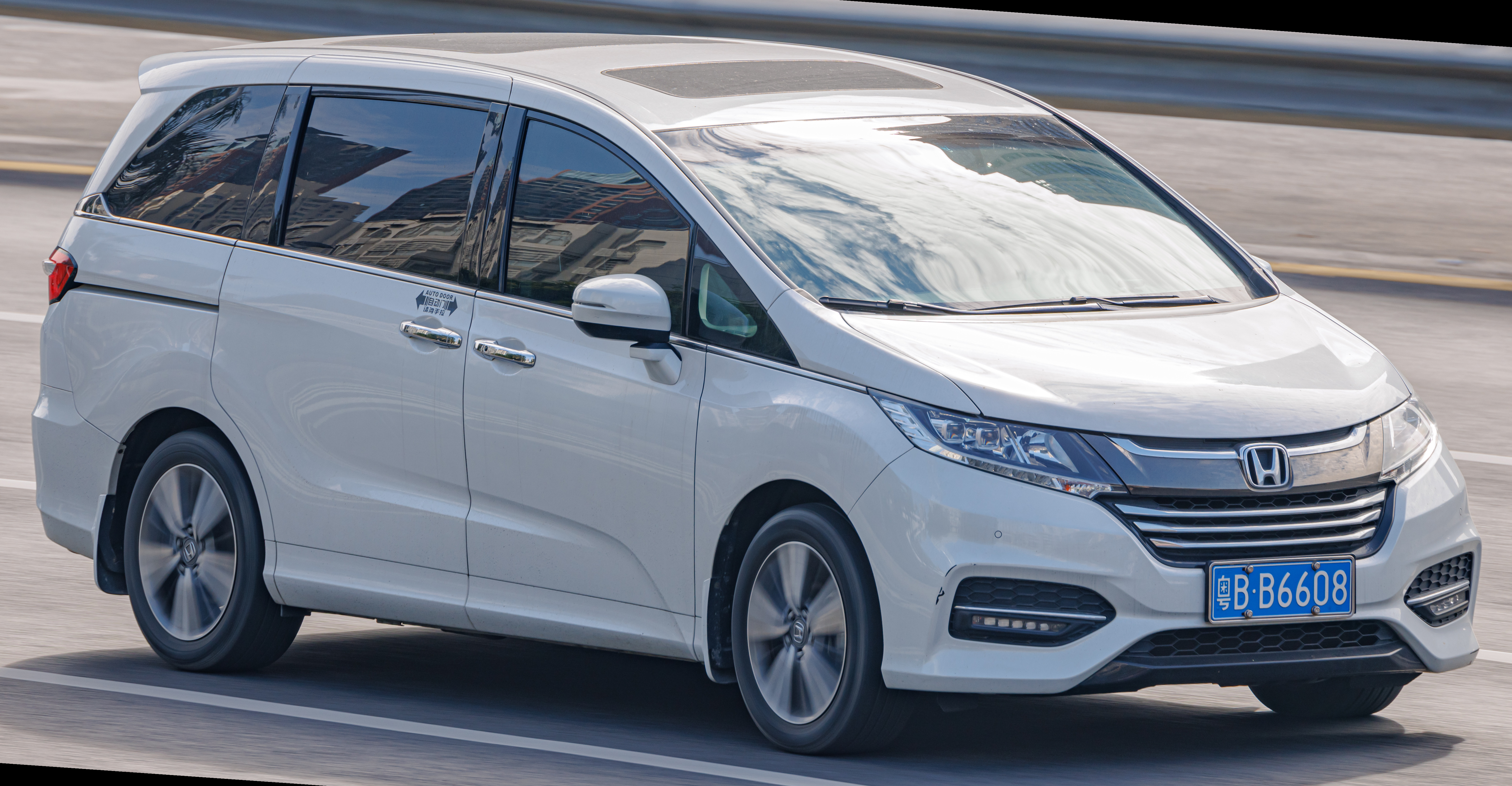
中国仕様改良型
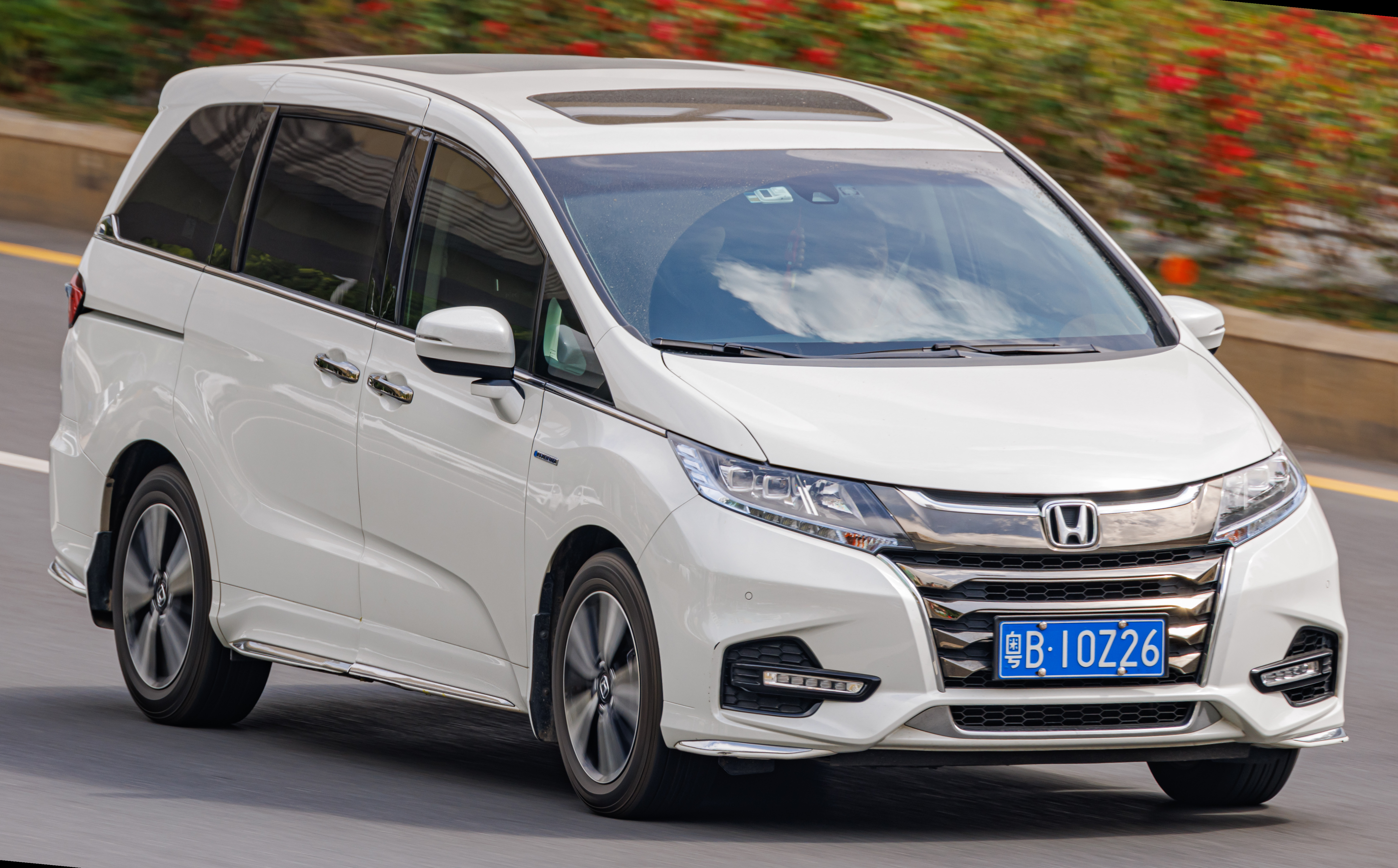
中国仕様ハイブリッド中期型
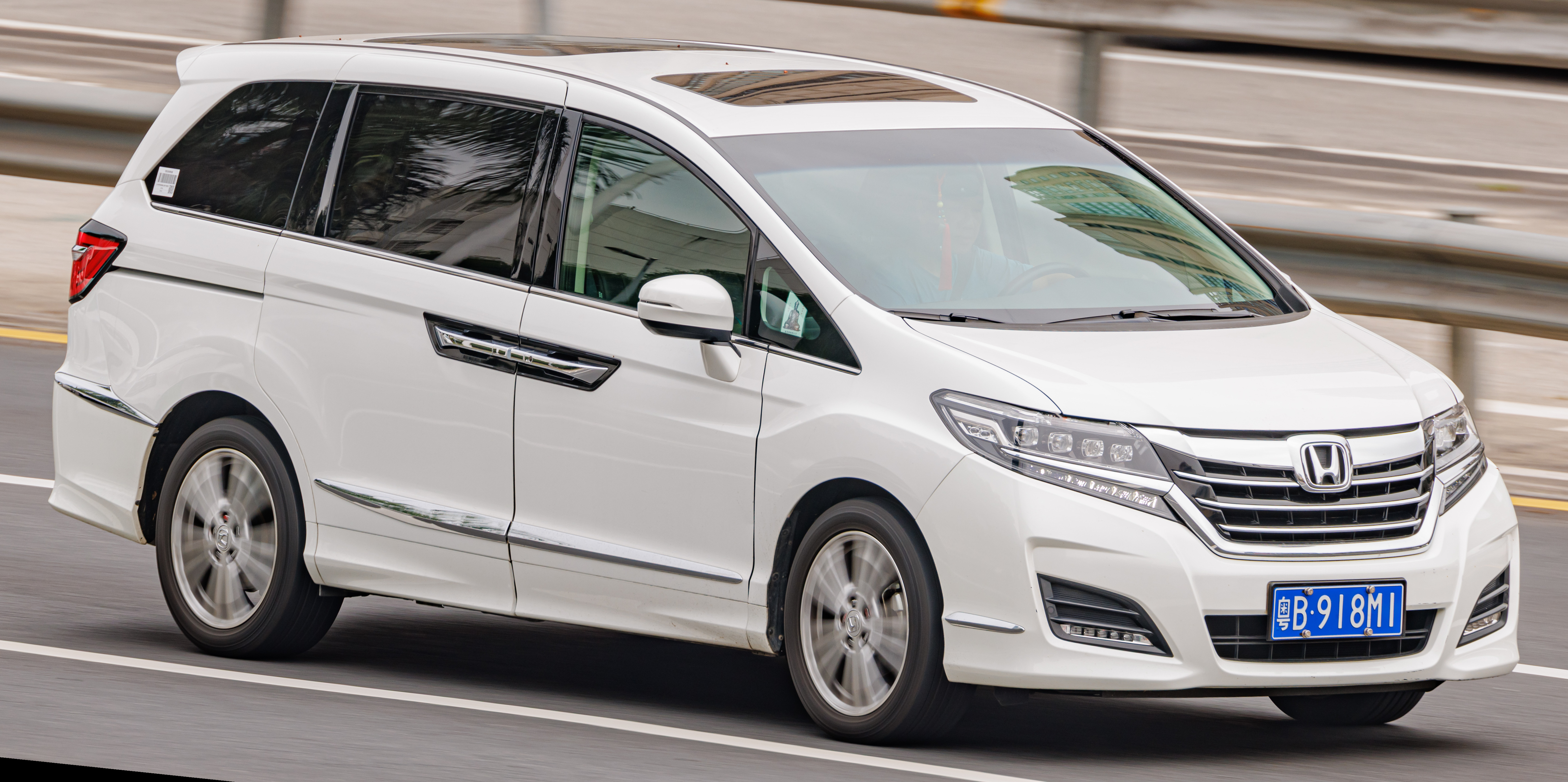
中国向け姉妹車の2代目「エリシオン」
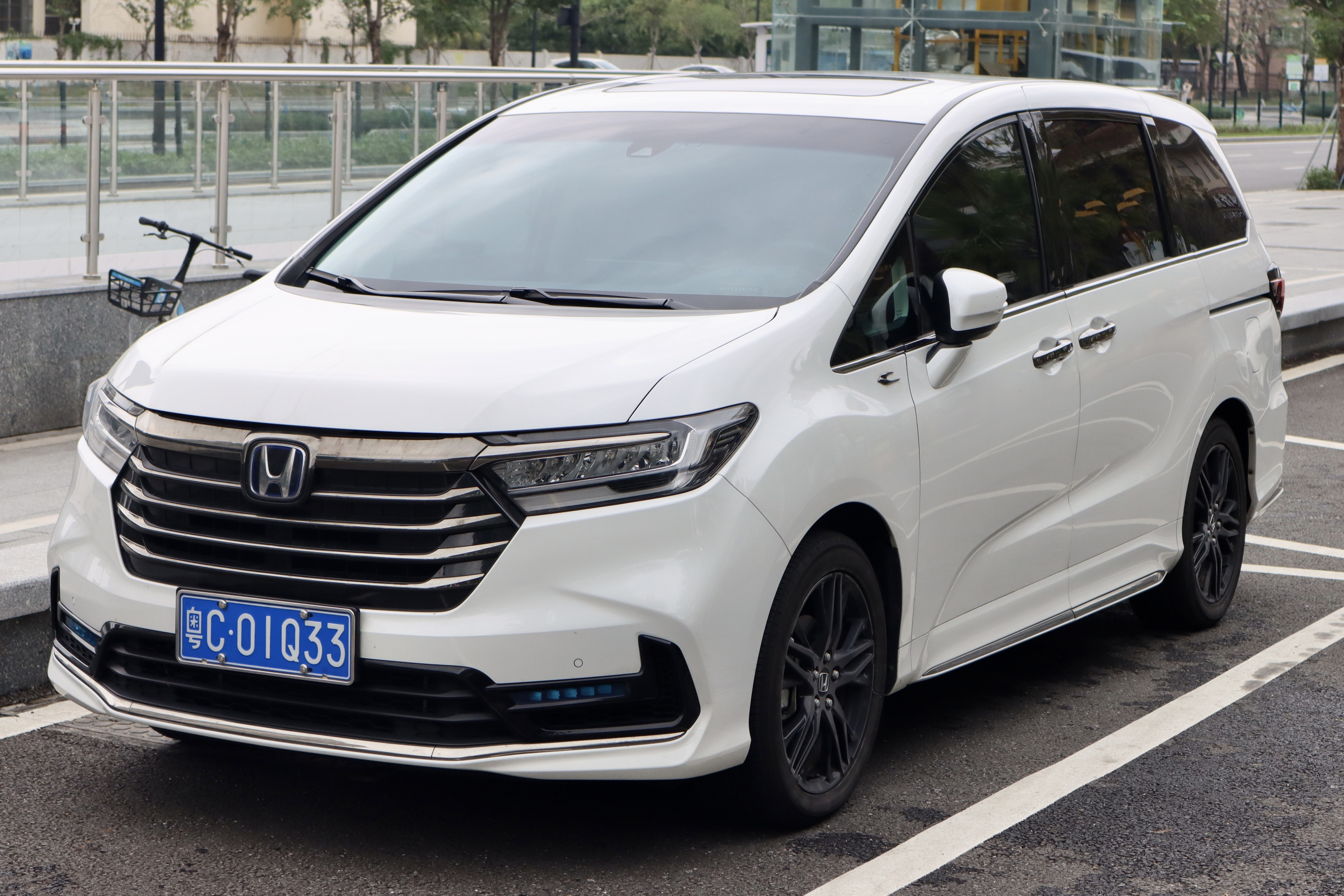
中国仕様後期型（フロント）
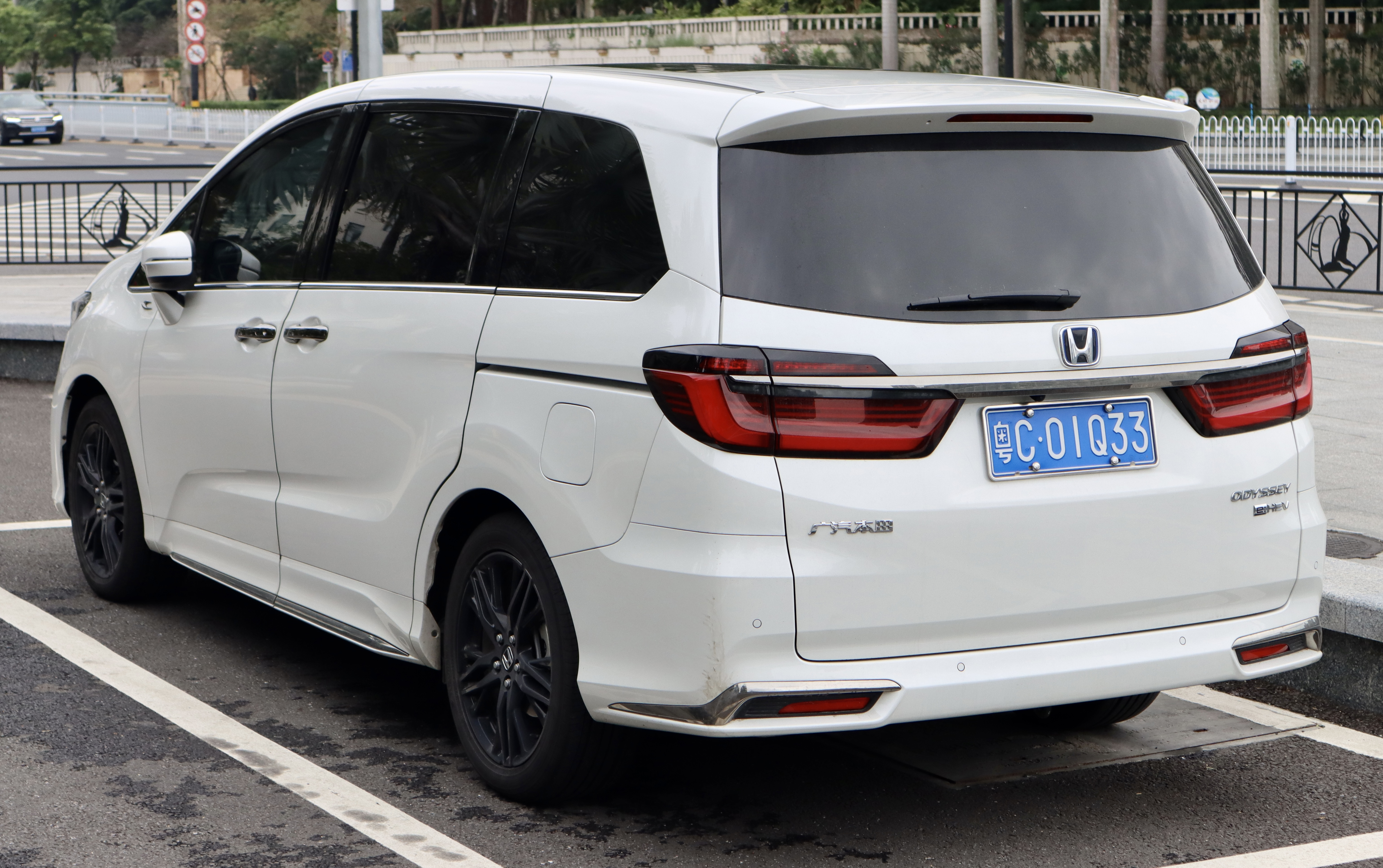
中国仕様後期型（リア）

### 5代目 北米仕様 RL6型（2018年 - ）
2017年1月北米国際自動車ショーにおいて発表され、同年春より北米市場で販売予約が開始された。ホンダR&Dアメリカズで開発され、生産はアラバマ工場で行われる。
ボディー・シャシーとも新開発だが、ホイールベースは先代・先々代から据え置き。全長はわずかに延長されたが、全幅は0.7 in (約18 mm)狭められている。フロントヘッドライトおよびテールライトにLEDを採用し、先進感のあるシャープさを演出。空力性能にも優れた流麗なボディーラインや、スライドドアのレールをウインドウ下に隠すなどの細やかな配慮により、精悍でありながらもエレガントな外観に仕上げられている。
エンジンはV6 3.5Lを継続搭載するが、直噴化・VCM（可変シリンダーシステム）の搭載 により、先代モデルに対して最高出力で32hp、最大トルクで12 ft·lbf向上。トランスミッションはLE・EX・EX-Lには9速ATを新採用。また、上級グレードである「TOURING」「TOURING ELITE」ではホンダ車およびミニバンとして世界初採用となる10速ATを搭載した。
リアサスペンションは新開発。ステアリングフィールや乗り心地を向上させたことに加え、よりコンパクトに設計したことで、米国内で販売されるミニバンにおいてトップの荷室容量を確保している。また。可変ギアレシオ付きデュアルピニオンEPSを新採用したほか、ロック・トゥ・ロックの回転数を減らし、高い応答性と取り回しの良さを実現している。
２列目シートには中央席を取り外して、左右の座席を真横にスライドさせることができるマジックスライドを採用。2列目シートにチャイルドシートを装着した状態での3列目へのスムーズなアクセスや、2列目の座席を互いに離したり、近接させたりと、状況に応じたシート配置が可能となる。また、遮音ガラスや3層のドアシールを採用する等、徹底したノイズ低減で静粛性を追求した。
ドライバーが後部座席の乗員にスピーカーやヘッドフォンを通して話しかけることができる「Cabin Talk（キャビントーク）」を搭載。暗い室内でもダッシュボード中央の8インチ高解像度ディスプレイオーディオに、車載の赤外線カメラで後部座席の様子を映し出して見守ることができる「Cabin Watch（キャビンウォッチ）」も採用する等、ユーティリティ性能の向上を図っている。
安全面では、アダプティブ・クルーズ・コントロール（ACC）や車線維持支援システム（LKAS）等を含む安全運転支援システム「Honda SENSING」をEX以上の主要グレードに標準装備。加えて、次世代ACEボディーや、運転席および助手席のニーエアバッグなどにより、最高水準の安心性能を実現している。
2023年にはツーリングのみの設定だったメキシコにブラックエディションが投入された。

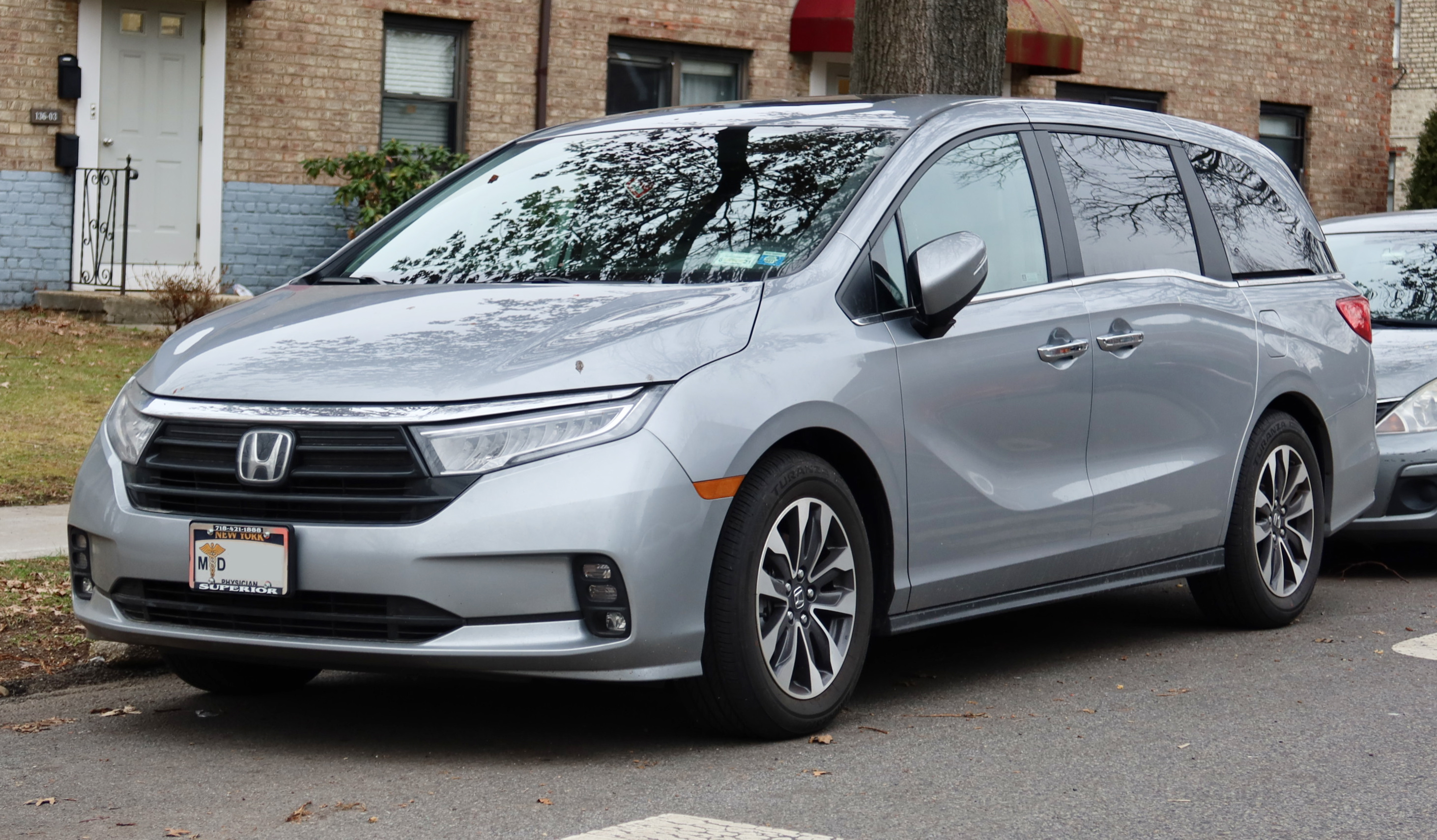
EX-L
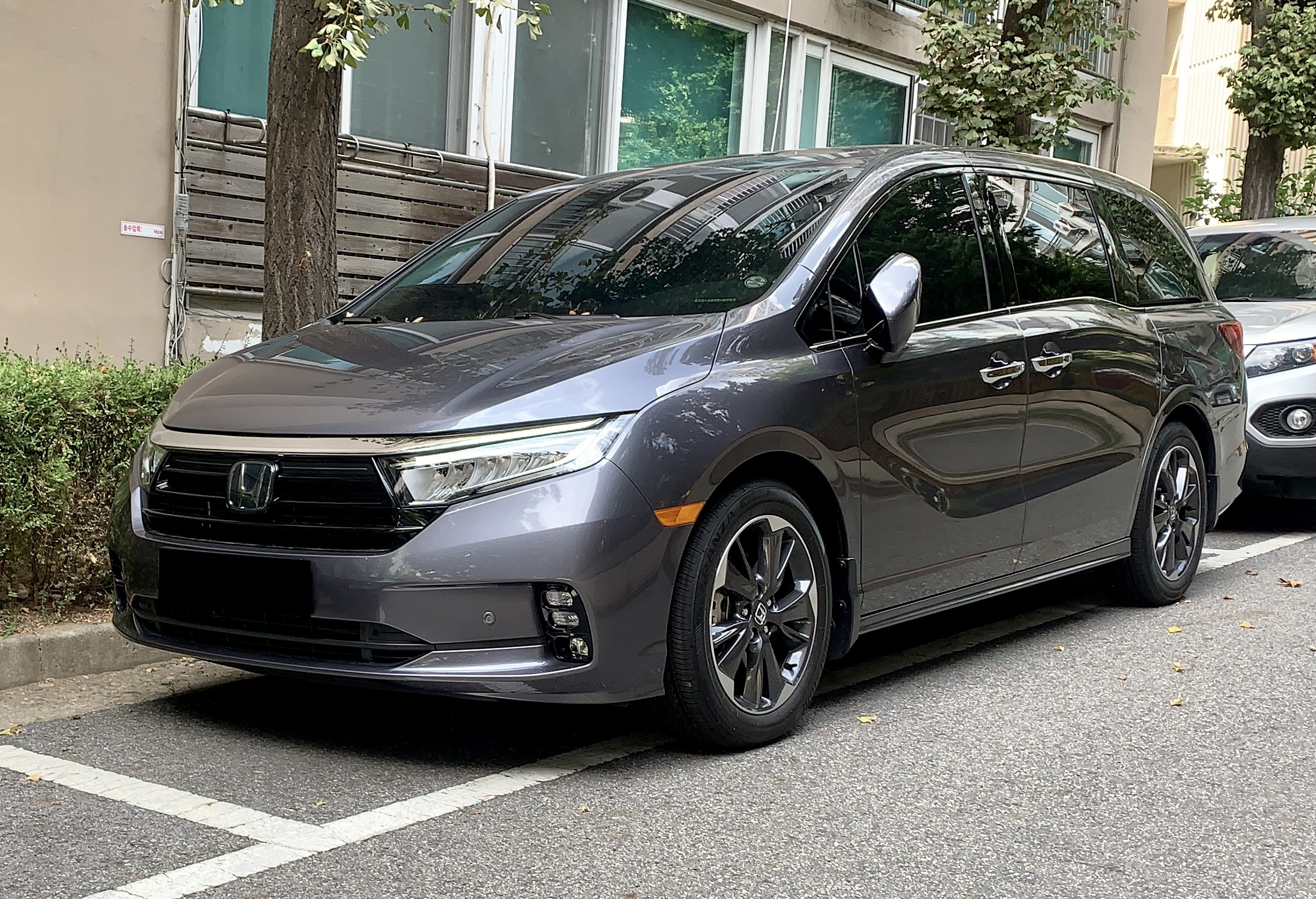
2021年5月改良型（フロント）
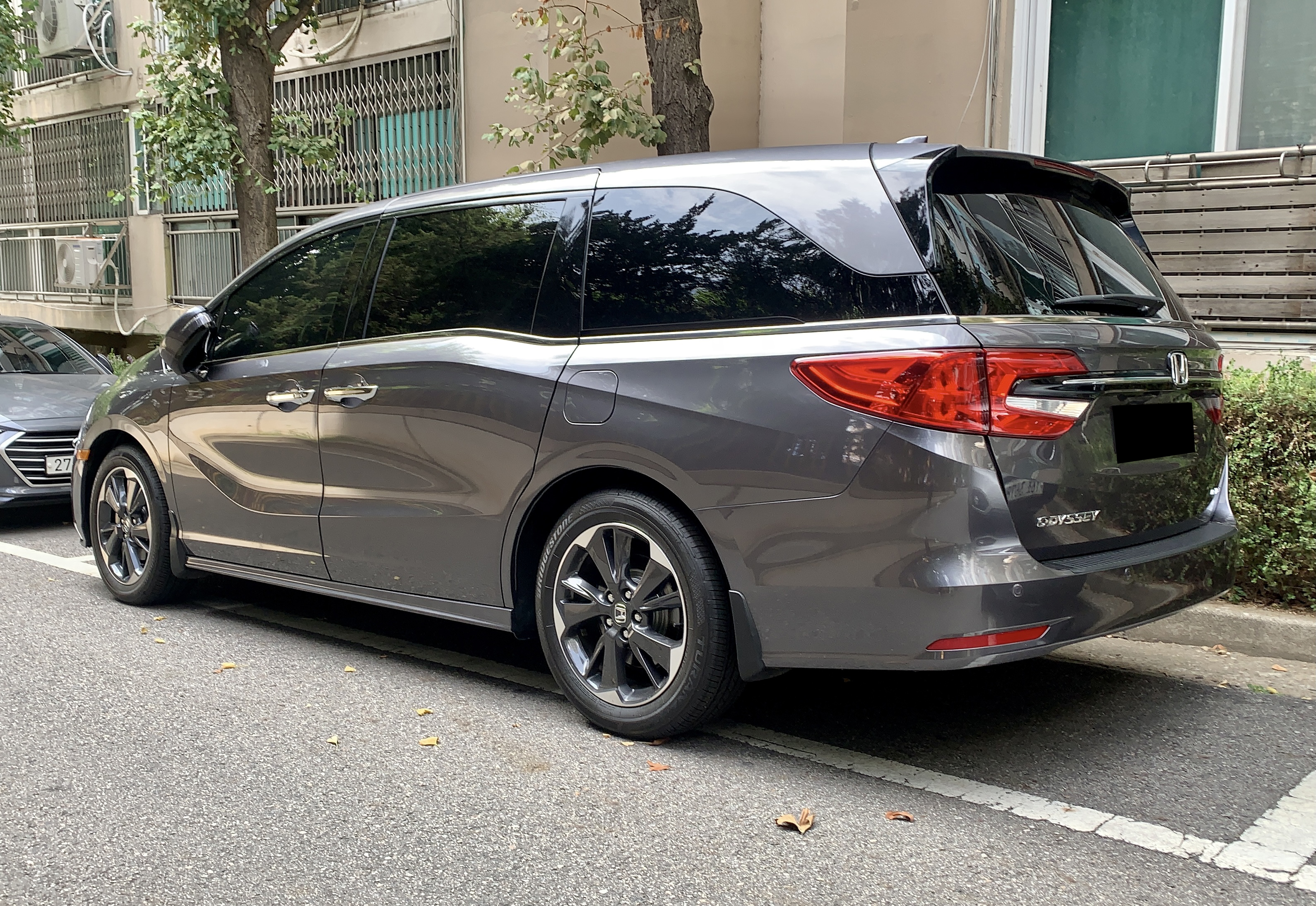
2021年5月改良型（リア）

## 車名の由来
「長い冒険旅行」という意味の英語であり、ギリシャ神話のオデュッセイアを語源とする。英語圏の発音は「アディシー（άdəsi）」が近い。